# Cortinarius rubellus
Cortinarius rubellus (Mordecai Cubitt Cooke, 1887) sin. Cortinarius speciosissimus (Robert Kühner & Henri Romagnesi, 1953) din încrengătura Basidiomycota în familia Cortinariaceae și de genul Cortinarius, denumită în popor pălărie ucigașă, este împreună cu Cortinarius orellanus (cortinara de munte) precum Amanita phalloides (buretele viperei) una din cele mai otrăvitoare ciuperci cunoscute, fiind în cazul consumului de numai 30 grame absolut mortală. Ea coabitează, fiind un simbiont micoriza (formează micorize pe rădăcinile arborilor). Buretele trăiește în România, Basarabia și Bucovina de Nord pe terenuri acre și umede, în păduri de conifere, în grupuri, mai ales sub pini, unde pământul este acoperit cu mușchi, dar de asemenea prin turbării. Apare de la câmpie la munte din august până în noiembrie.

## Taxonomie

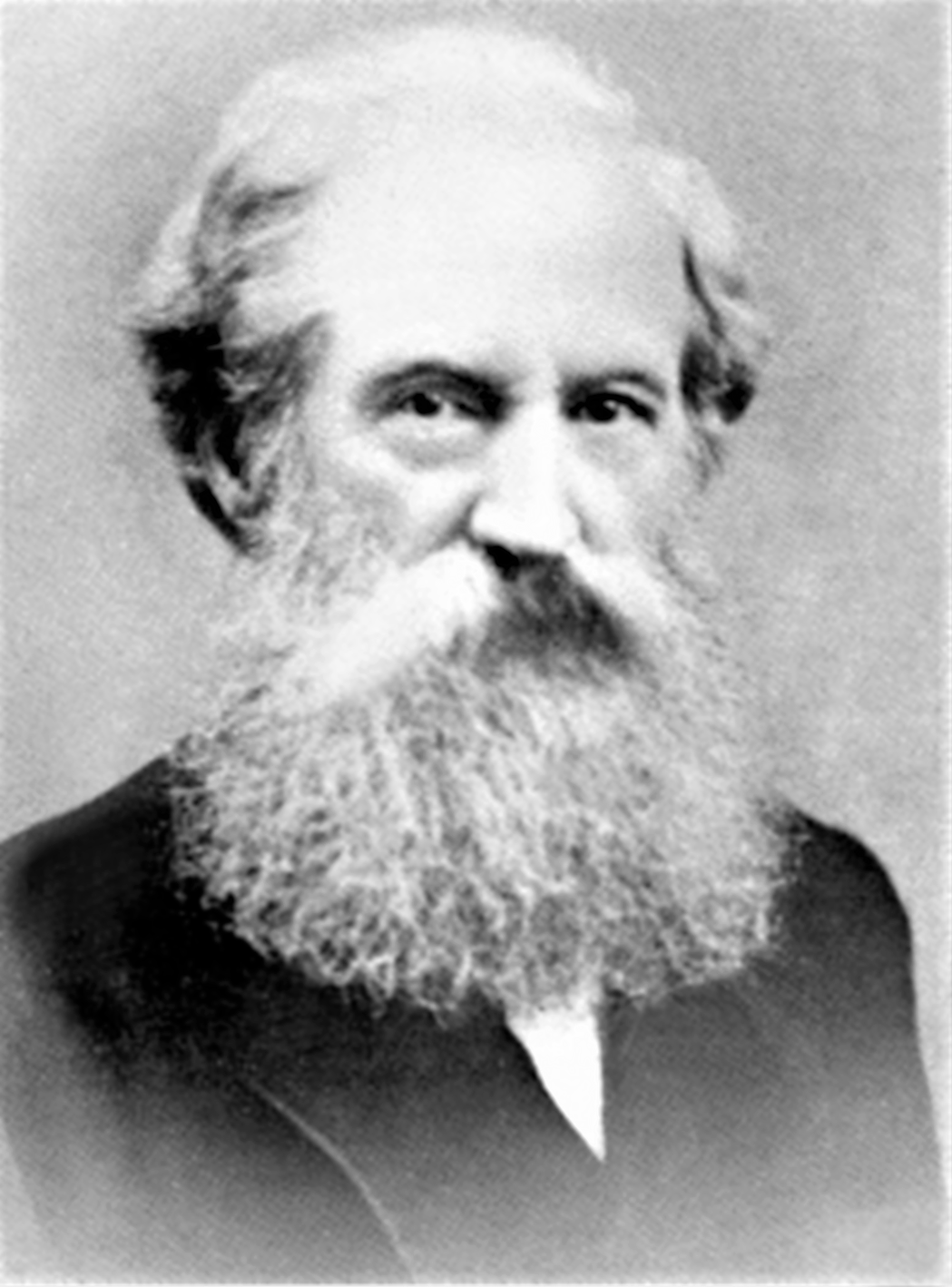
M. C. Cooke

Numele binomial și cel curent valabil (2021) a fost determinat de către renumitul savant Mordecai Cubitt Cooke, de verificat în volumul 16 al jurnalului științific Grevillea din 1887.
Nu rar, în cărți micologice mai apare taxonul Cortinarius speciosissimus, hotărât de micologii francezi Robert Kühner și Henri Romagnesi în cartea lor  Flore Aanalytique des champignons superieurs (Agarics, Bolets, Chanterelles) din 1953, dar, uneori și termenul Cortinarius speciosus, creat de naturalistul elvețian Jules Favre (1882-1959) în volumul 10 al jurnalului pentru criptogamie Beiträge zur Kryptogamenflora der Schweiz din 1948.
Toate celelalte denumiri precum variațiile descrise (vezi infocaseta) sunt, de asemenea, acceptate sinonim.
Epitetul specific este derivat din cuvântul latin (latină rubellus=roșior), datorită aspectului general.

## Descriere

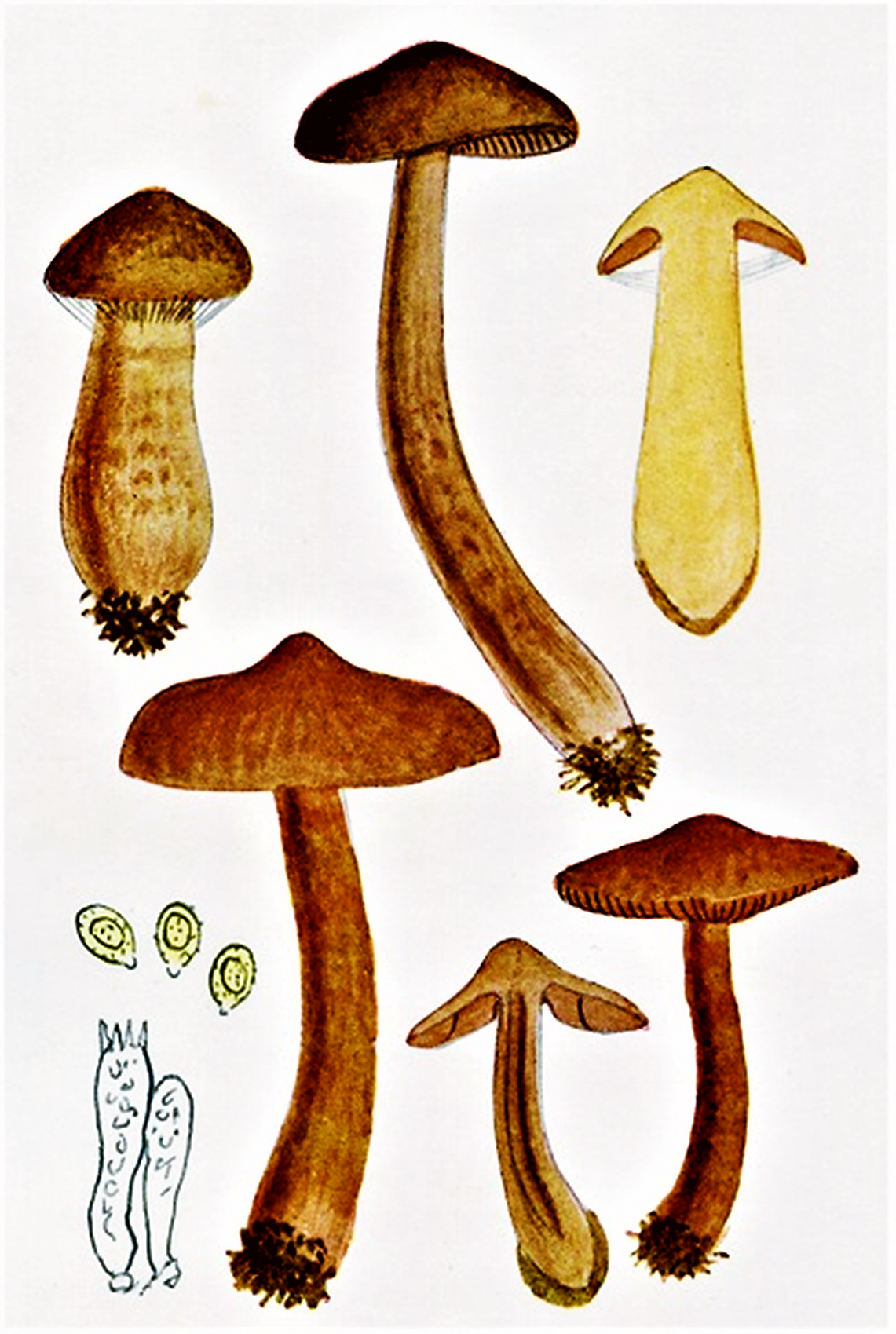
Bres.: C. rubellus

- Pălăria: fermă are un diametru de 3-7 (9) cm, fiind la început conică cu marginea îndoită spre interior pentru mult timp, apoi aplatizată, dar întotdeauna cocoșată ascuțit. La bătrânețe capătă rupturi adânci care încep la marginea atunci răsucită în sus. Cuticula mată până catifelată și fibroasă radial pare cumva aspră. Coloritul tinde de la galben cald peste brun-portocaliu viu până la brun-roșiatic sau brun de scorțișoară.
- Lamelele: sunt groase și late, asociate destul de distanțat, bulboase, intercalate și bifurcate, fiind ori rotunjit atașate sau ușor decurente cu un dinte la picior. Coloritul este brun ca scorțișoara. În stadiul tânăr al ciupercii sunt acoperite cu fragmente ale vălului parțial foarte subțiri, de aceiași culoare cu pălăria.
- Piciorul: cu o lungime de 5,5–11 (13) cm și o lățime de 0,8-1,5 (2) cm este neted și fin fibros, mai mult sau mai puțin cilindric, ușor bulbos spre bază precum plin și solid, dar la bătrânețe împăiat pe dinăuntru. Coloritul este acoperit, pe fundal gălbui, de striații longitudinale ruginii până mai închis brun-roșiatice. Uneori formează benzi diagonale de această culoare, datorită resturilor vălului. Nu poartă un inel.
- Carnea: fibroasă este roșiatic-gălbuie sau de culoarea gutuilor, iar la bază brun-portocalie, având un miros aproape imperceptibil slab de ridiche și un gust plăcut.[4][5]

Nu încercați-o niciodată, deoarece ingredientele pot afecta rinichii și ficatul!
- Caracteristici microscopice: are spori gălbui, lat elipsoidali până ovoidali și aspru punctați, sau fin verucoși cu o mărime de 9-12 x 6,5-8,5 microni. Pulberea lor este roșu-maronie. Basidiile clavate cu 4 sterigme fiecare și legături de cleme prezente măsoară 35-45 x 10-12 microni. Cistidele (elemente sterile situate în stratul himenal sau printre celulele din pielița pălăriei și a piciorului, probabil cu rol de excreție) ceva mai mici au forma de măciucă cu vârfuri rotunjite.[10]
- Reacții chimice: Carnea se decolorează cu fenol brun-violet, cu Hidroxid de potasiu brun până brun închis, iar cuticula brun-negricios până negru și cu tinctură de Guaiacum încet pal verde-măsliniu. Suprafața, în legătură cu o soluție de Clorură de fier (III), provoacă o decolorare violetă, datorită di-glucozidei (un subgrup al glicozidei) orelaninei conținute (= precursorul orelaninei).[11][12]

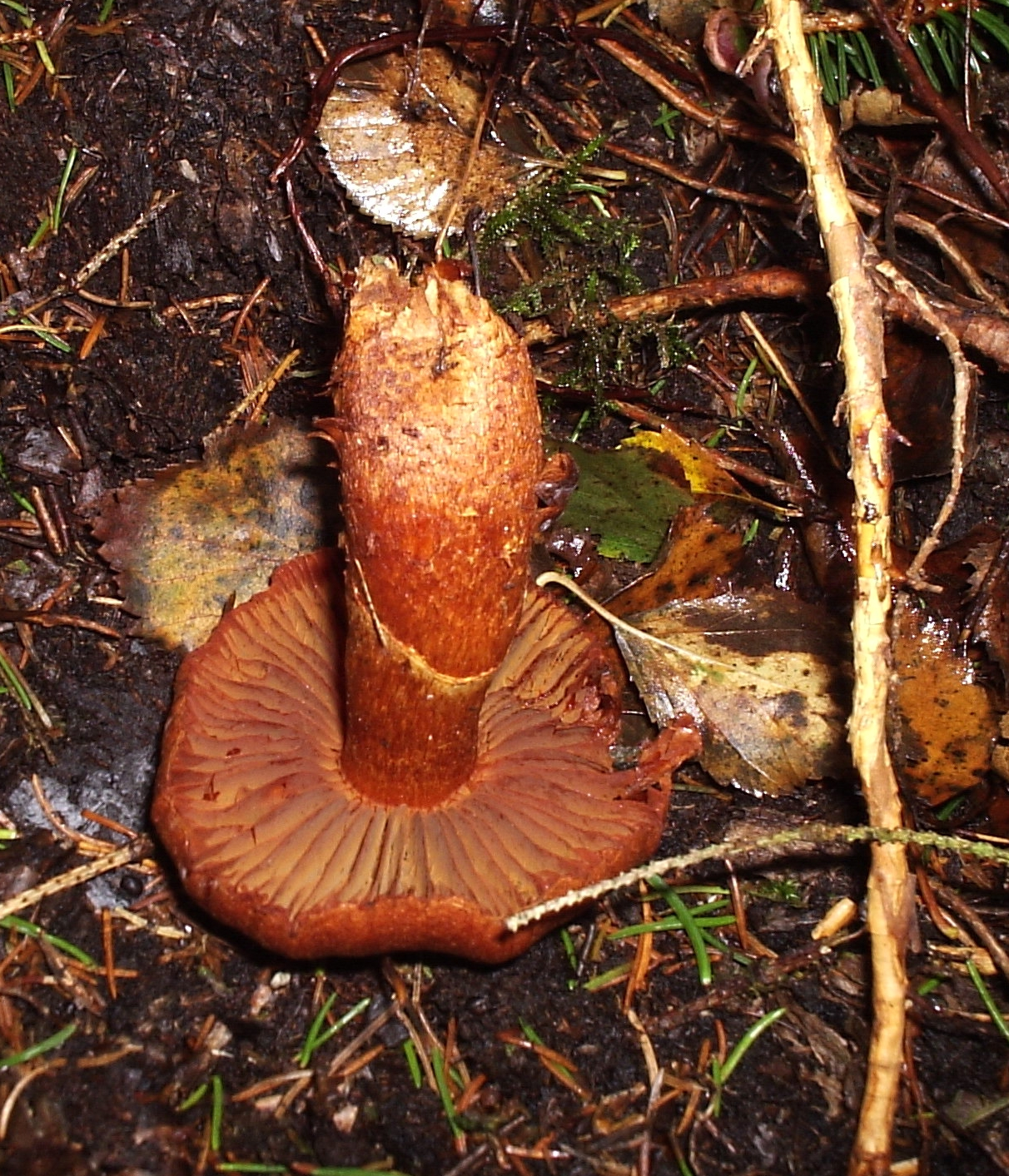
C. rubellus, lamele și picior
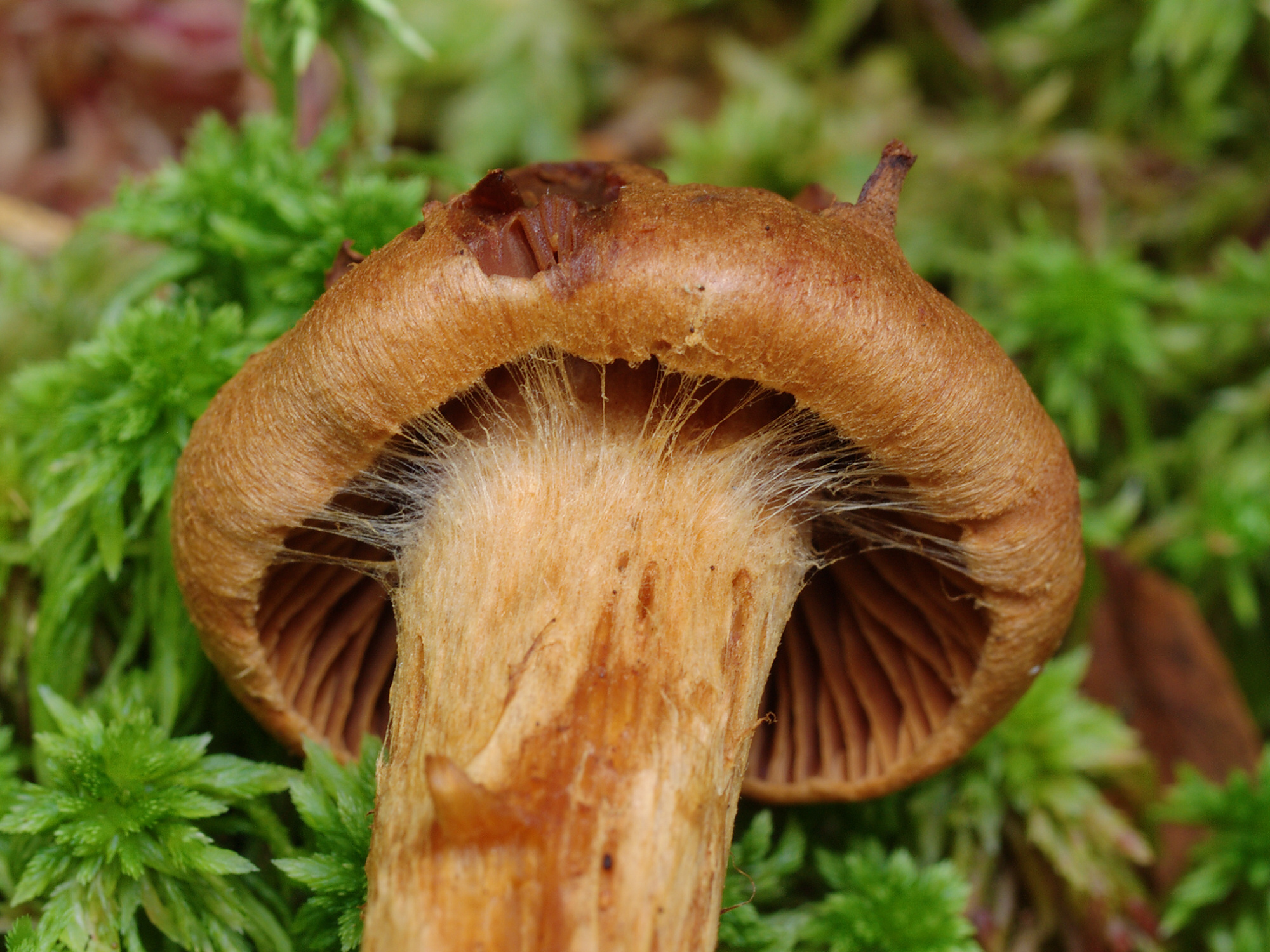
C. rubellus tânăr
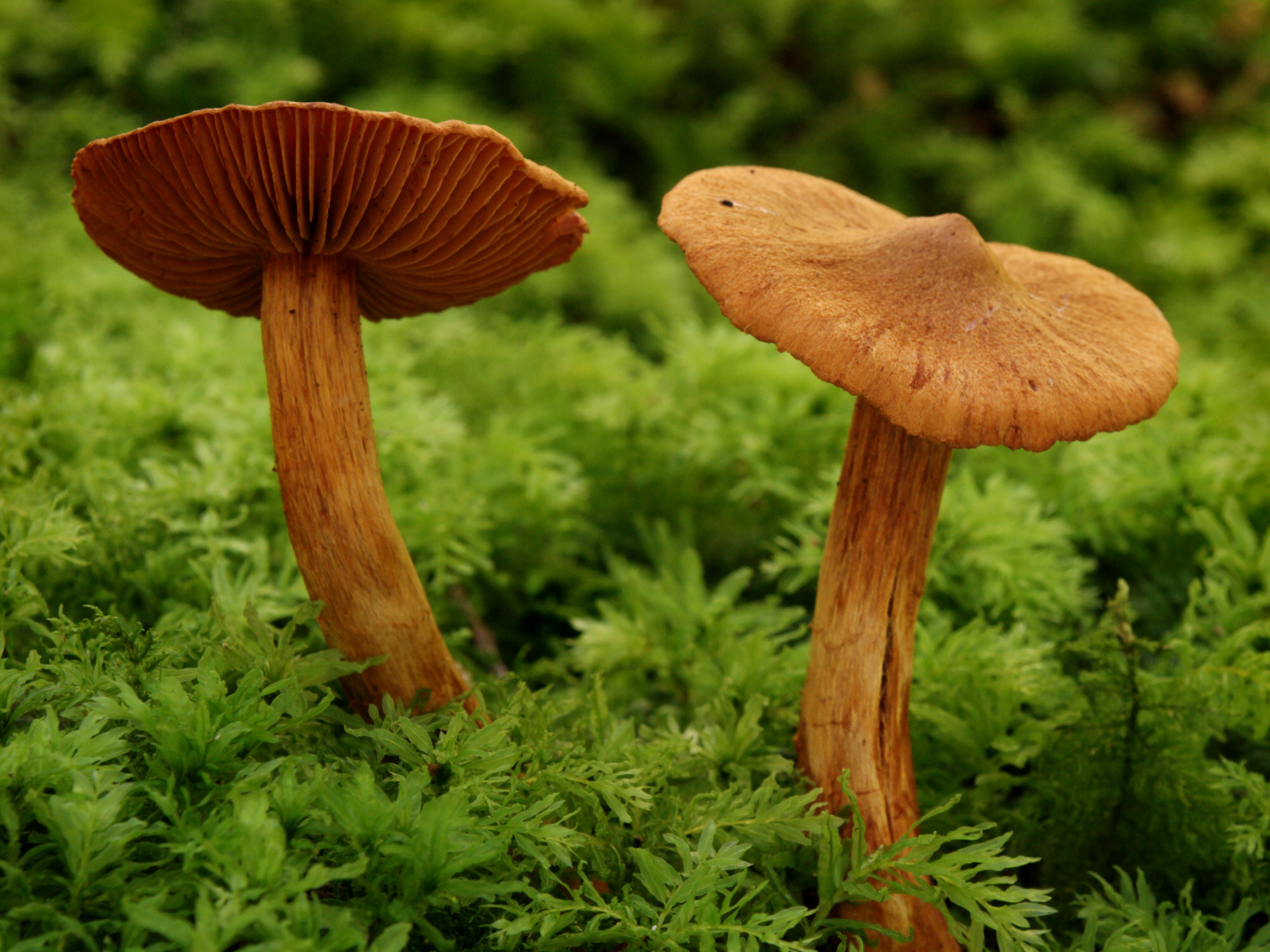
C. rubellus mai bătrâni

## Toxicitate

### Toxine
Acest burete este extrem de toxic. Toxina principală a ciupercii este orelanina care provoacă sindromul orelanian (parafaloidian). Cercetările dovedesc aceeași toxicitate pentru animale ca la om. Dar orelanina nu este singura toxină activantă, în afară de aceasta sunt conținute și polipeptide (în total zece) ca de exemplu phallatoxina și amatoxina. Sindromul orelanian este unul grav, cu debut foarte tardiv (se manifestă după 5-14 zile de la consum)  și cu efecte distructive asupra rinichilor care pot fi distruși complet.

### Simptome
Cum deja scris, semnele de otrăvire se arată decât după câteva zile de la consumul ciupercii. La început apar semnele unei intoxicații digestive incluzând greață, vărsături, sete, dureri musculare, creșterea sau reducerea cantității de urină. Caracteristică însă este senzația de arsură epigastrică, ce nu dispare la consumul de lichide, urmată de manifestări renale (nefrită toxică, uremie, albuminurie, edeme) și meningiene, care imită o boală infecțioasă.

### Consecințe
Cu provocarea unei insuficiențe renale și hepatice acute, de care mor minim 15 la sută a consumatorilor, suferința pacienților nu este terminată. În cele mai multe cazuri se constituie leziuni renale definitive. Dacă pacientul nu moare, el va rămâne dependent toată viața sau cel puțin pe termen lung de hemodializă. Adesea oară ajută numai transplantul de rinichi.

## Bureți similari
Familia Cortinariaceae este o familie foarte largă de ciuperci cu aparență tare diferită. Cele mai multe confunzii cu ciuperci comestibile se întâmpla atunci când buretele este încă tânăr. Aici sunt arătate doar sorți cu caracter asemănător, între ele otrăvitoare, suspecte, comestibile sau incomestibile. Cine nu se pricepe, trebuie să evite neapărat culesul și consumul acestei specii. Aici câteva exemple:
| - Chroogomphus helveticus sin. Gomphidius helveticus (comestibil), - Cantharellus cibarius (comestibil) - Cortinarius armillatus (comestibil) - Cortinarius balaustinus (comestibil) - Cortinarius bolaris (otrăvitor) - Cortinarius brunneus (otrăvitor), - Cortinarius callisteus (otrăvitor) - Cortinarius cinnabarinus (otrăvitor) - Cortinarius cinnamomeus (otrăvitor) - Cortinarius corrugatus (suspect) - Cortinarius cotoneus (otrăvitor), - Cortinarius croceus (otrăvitor) | - Cortinarius fasciatus (necomestibil), - Cortinarius fulvescens (necomestibil), - Cortinarius fluminoides (comestibil) - Cortinarius gentilis (otrăvitor) - Cortinarius glaucopus (comestibil) - Cortinarius infractus (necomestibil) - Cortinarius laniger (necomestibil) - Cortinarius limonius (letal) | - Cortinarius malicorius (otrăvitor) - Cortinarius psittacinus (necunoscut) - Cortinarius orellanus (mortal) - Cortinarius rubicundulus (otrăvitor) - Cortinarius sanguineus (otrăvitor) - Cortinarius semisanguineus (otrăvitor) - Cortinarius subferrugineus (necomestibil), - Cortinarius subtortus (necomestibil) - Cortinarius uliginosus (otrăvitor), - Cortinarius uraceus (necomestibil), - Cortinarius xantho-ochraceus (otrăvitor) |  |

În anii 1970, trei turiști din Scoția au suferit o otrăvire pentru că au confundat această ciupercă cu gălbiori.

## Imagini de bureți similari

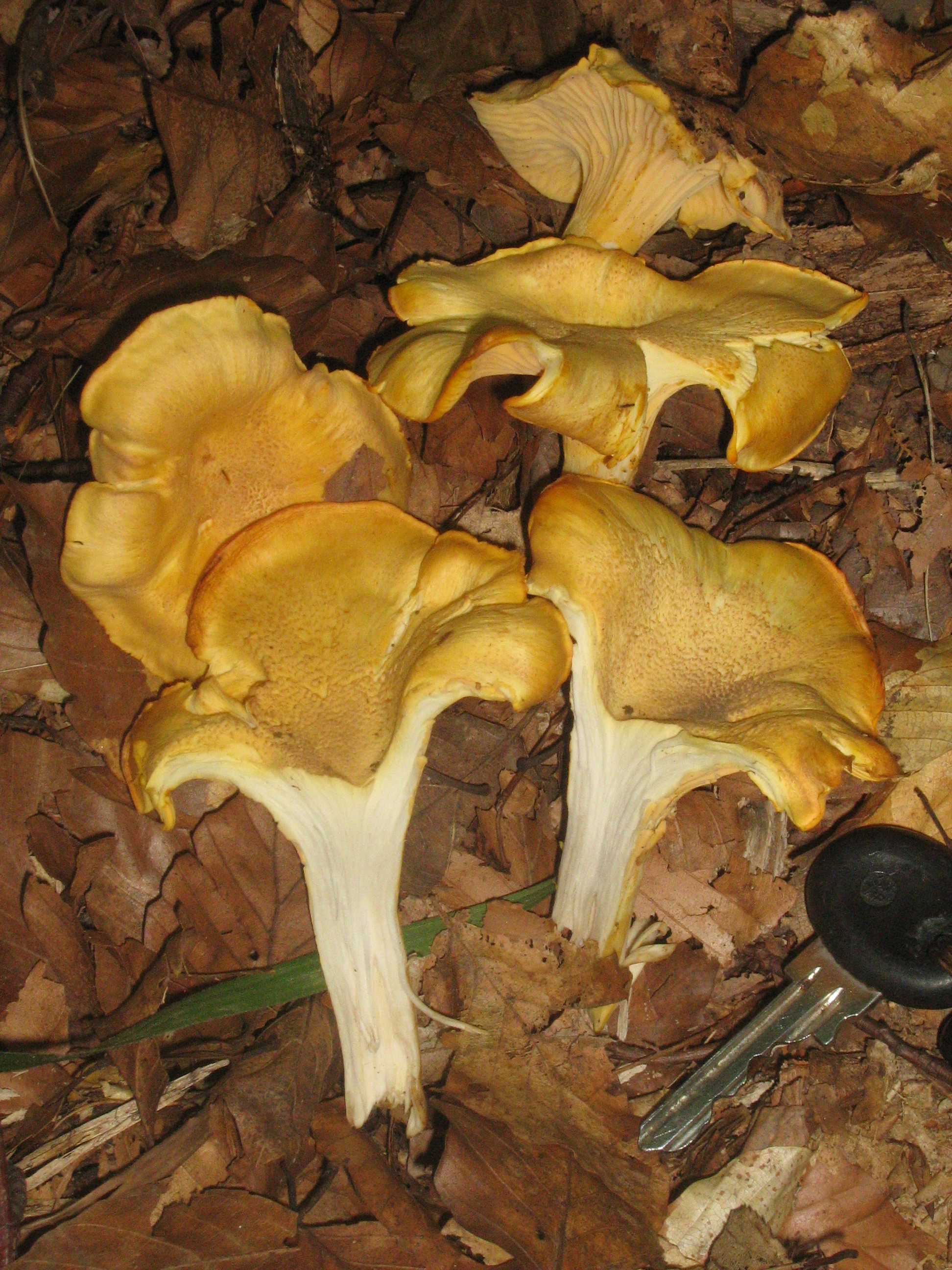
Cantharellus cibarius
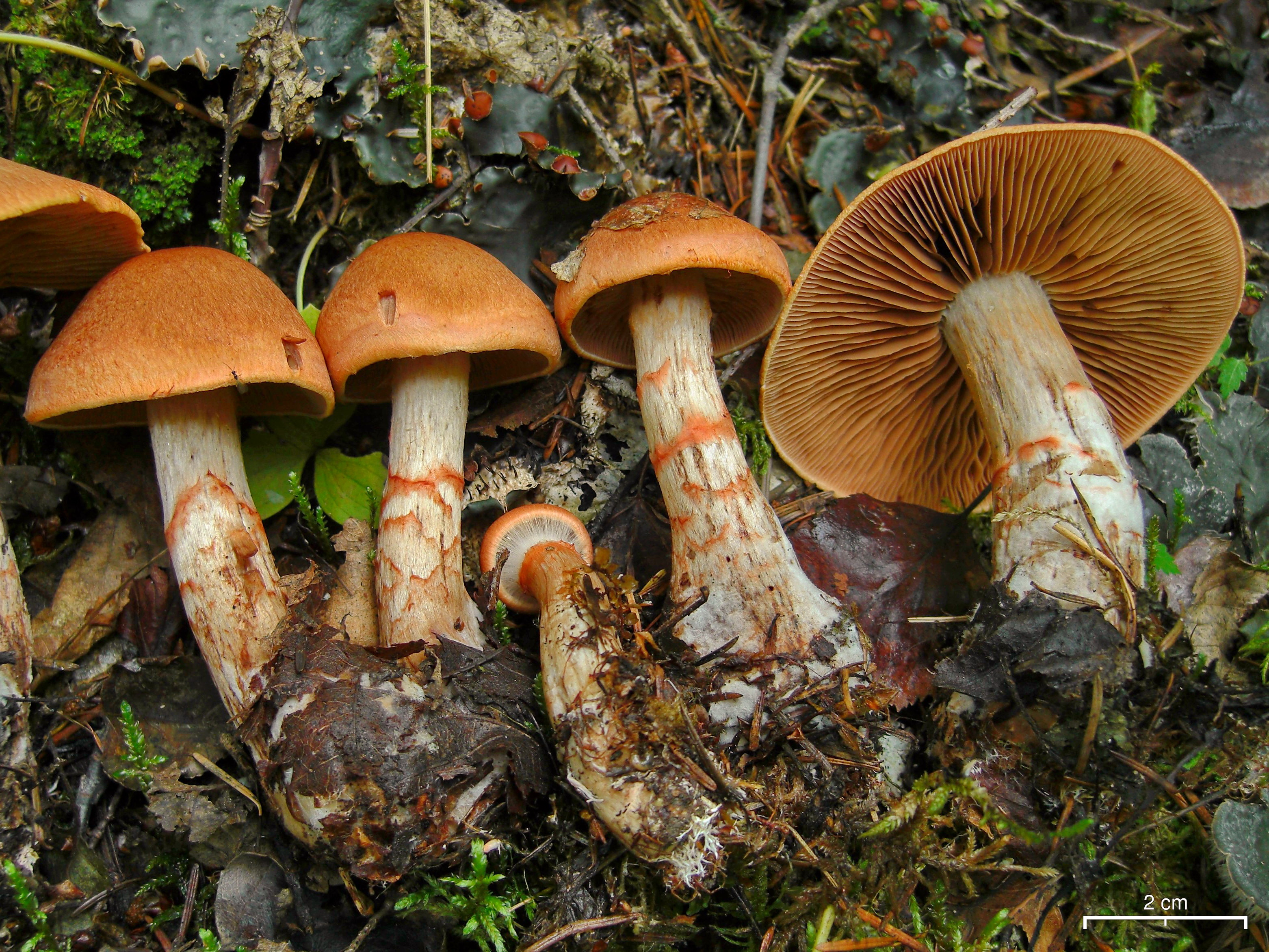
Cortinarius armillatus
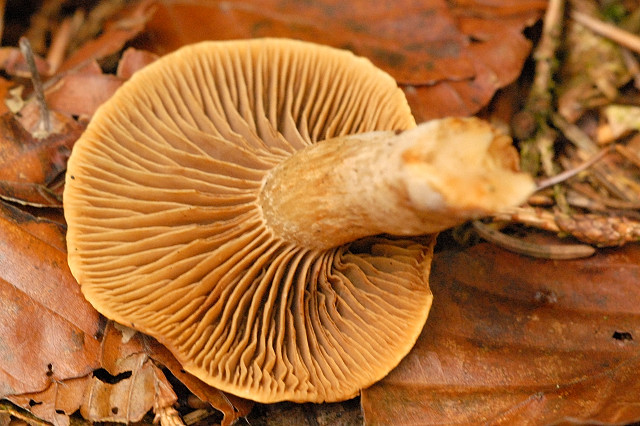
Cortinarius balaustinus
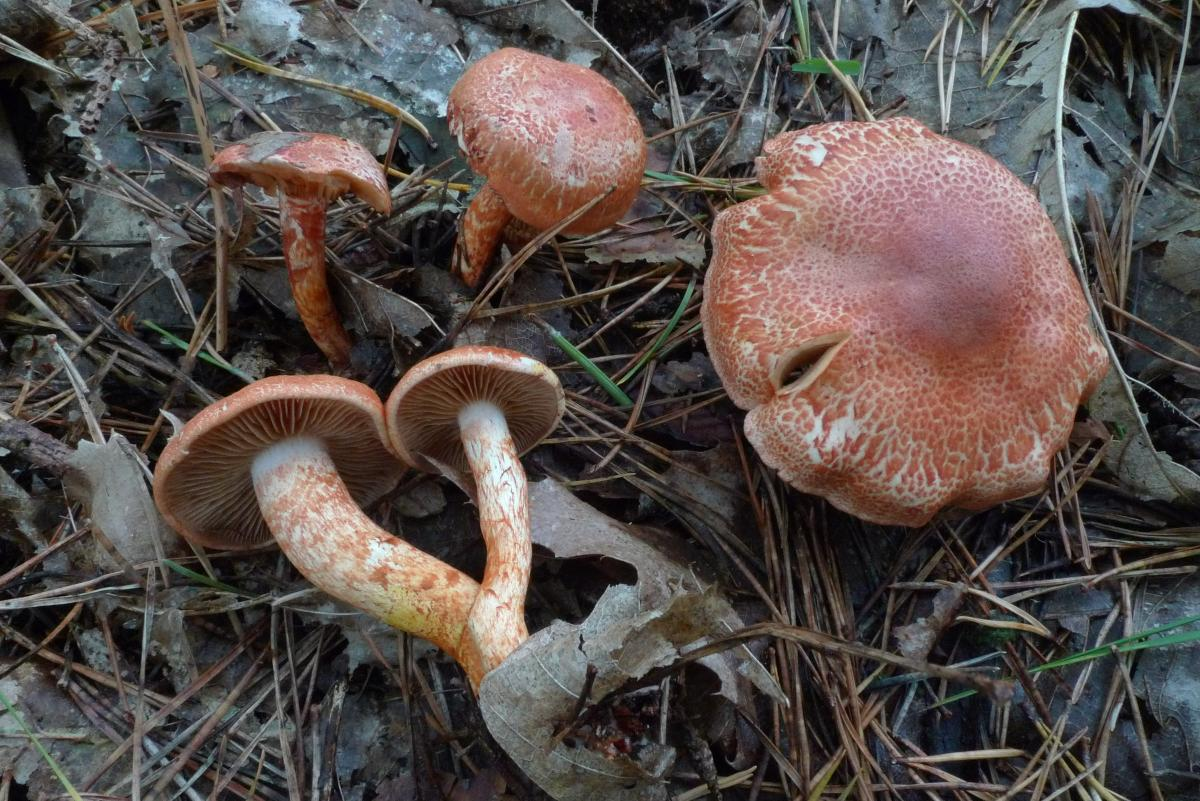
!!Cortinarius bolaris!!
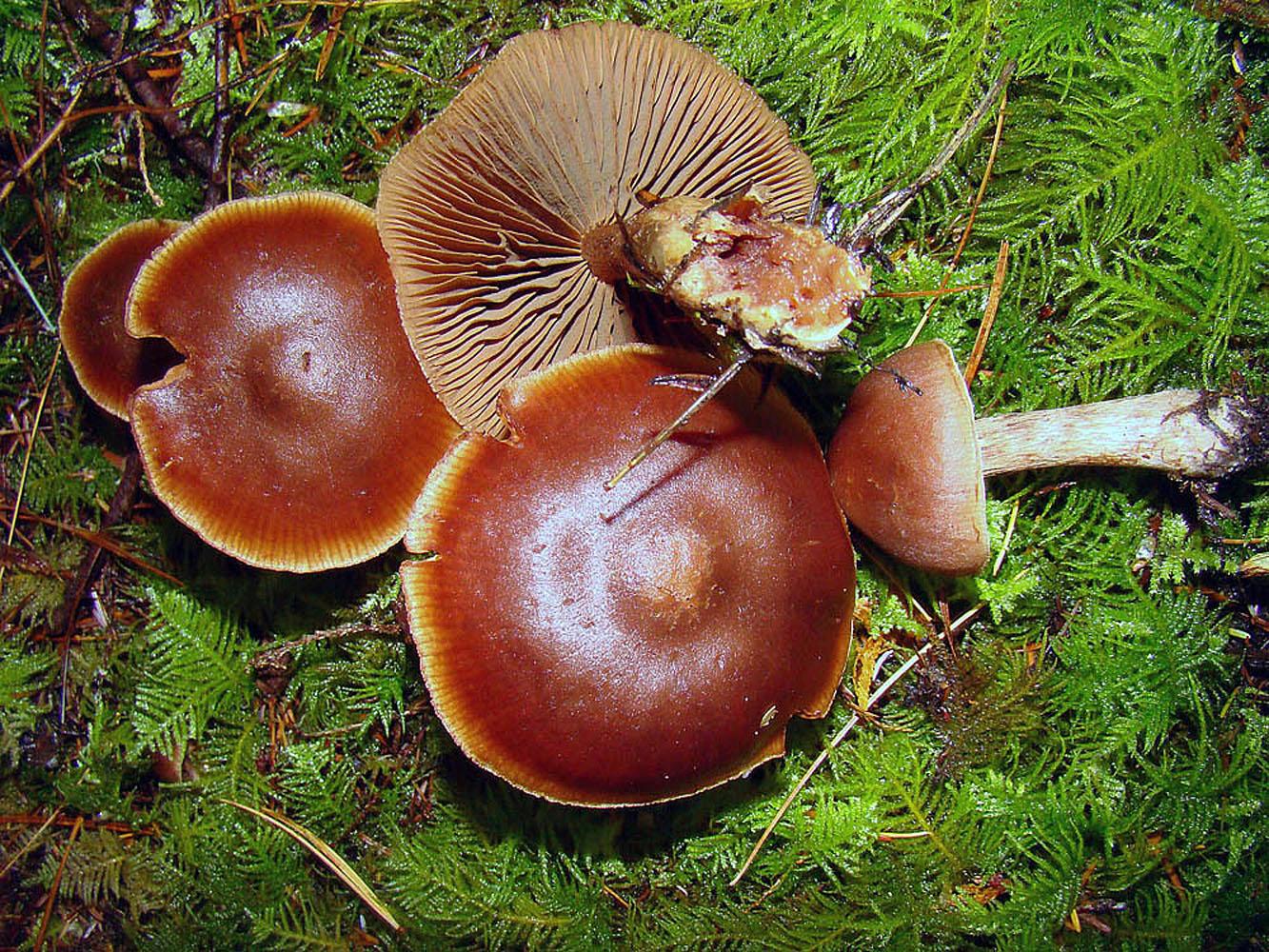
!!Cortinarius brunneus!!
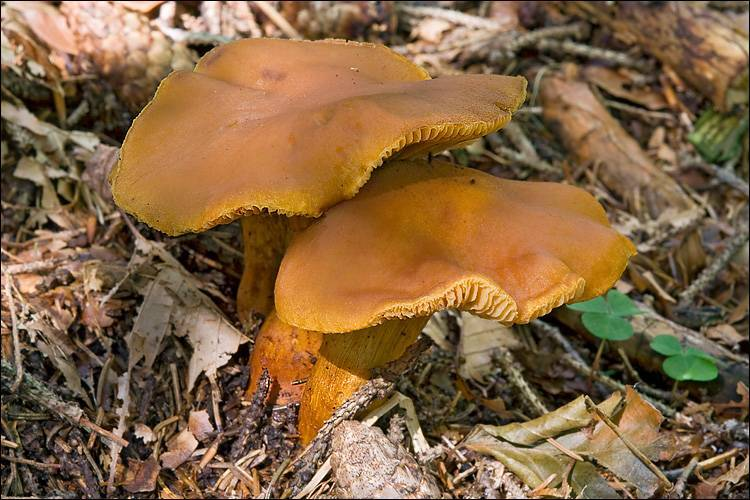
!!Cortinarius callisteus!!

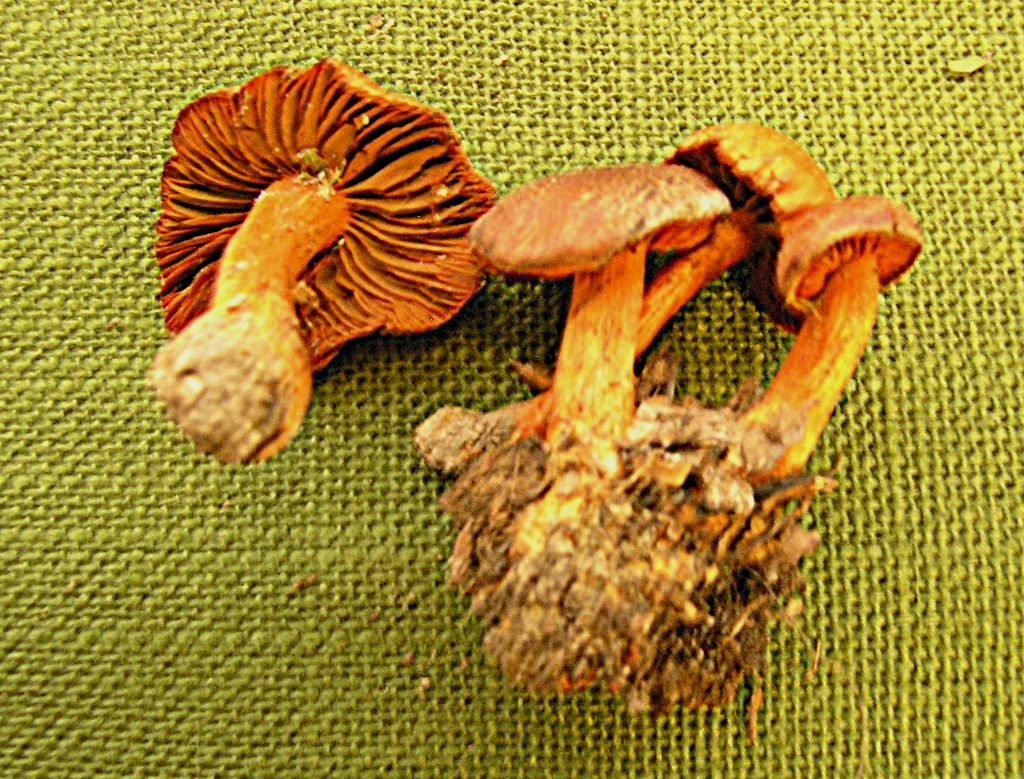
!!Cortinarius cinnabarinus!!
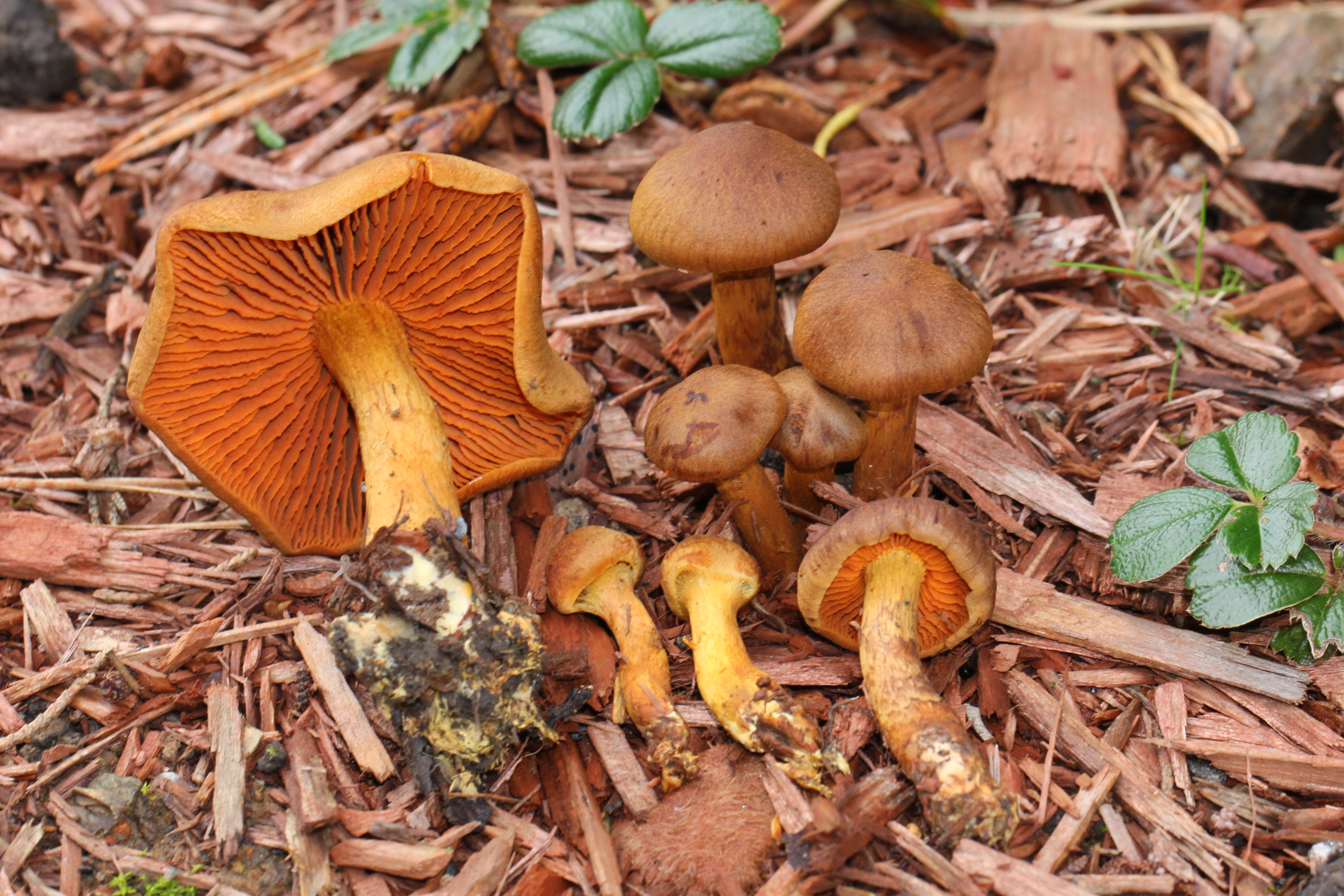
!!Cortinarius cinnamomeus!!
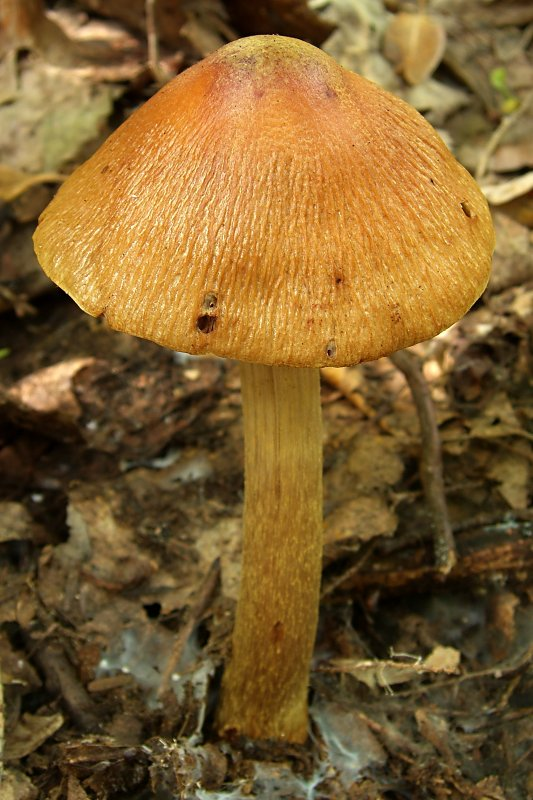
!!Cortinarius corrugatus!!
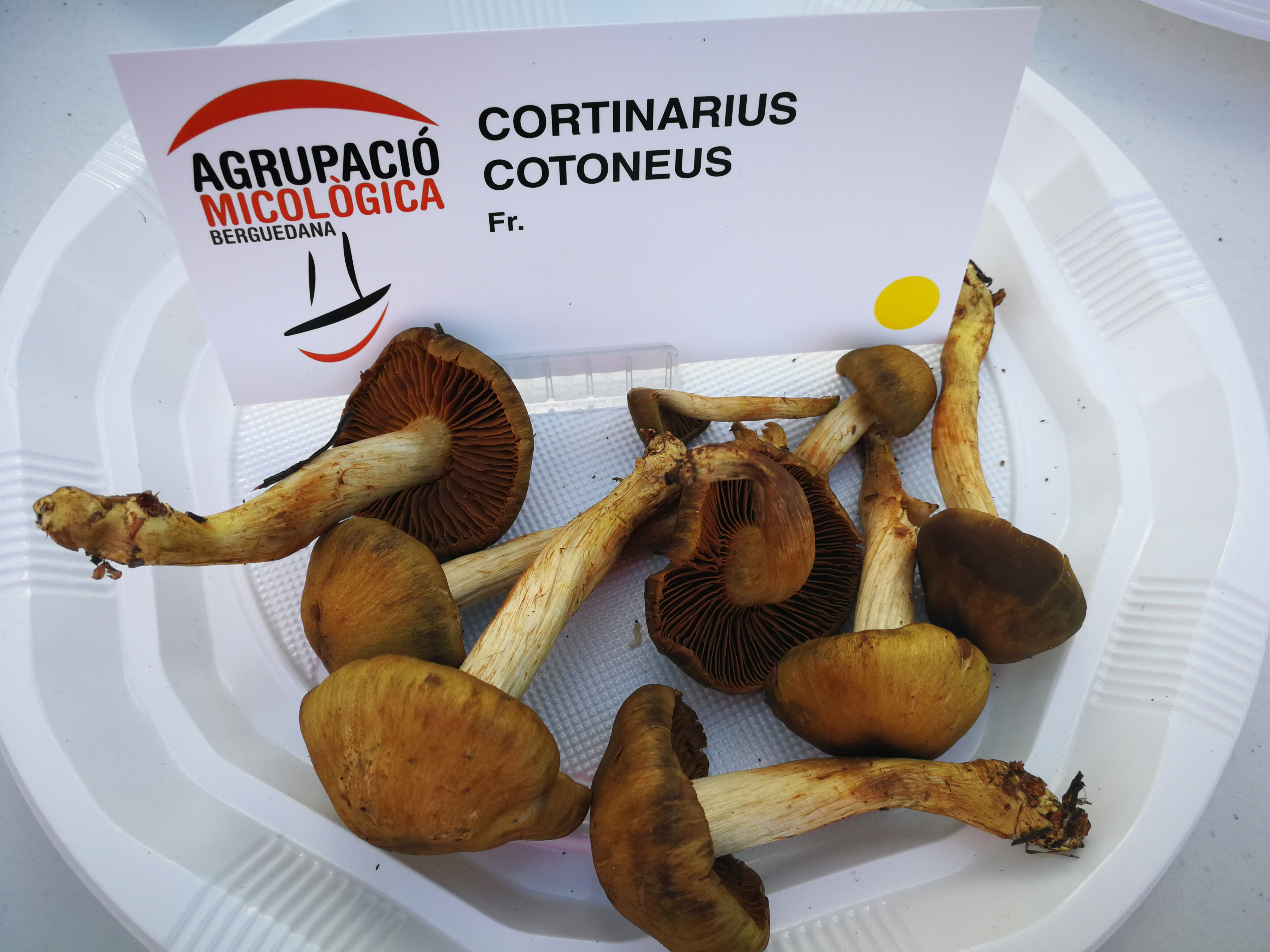
!!Cortinarius cotoneus!!
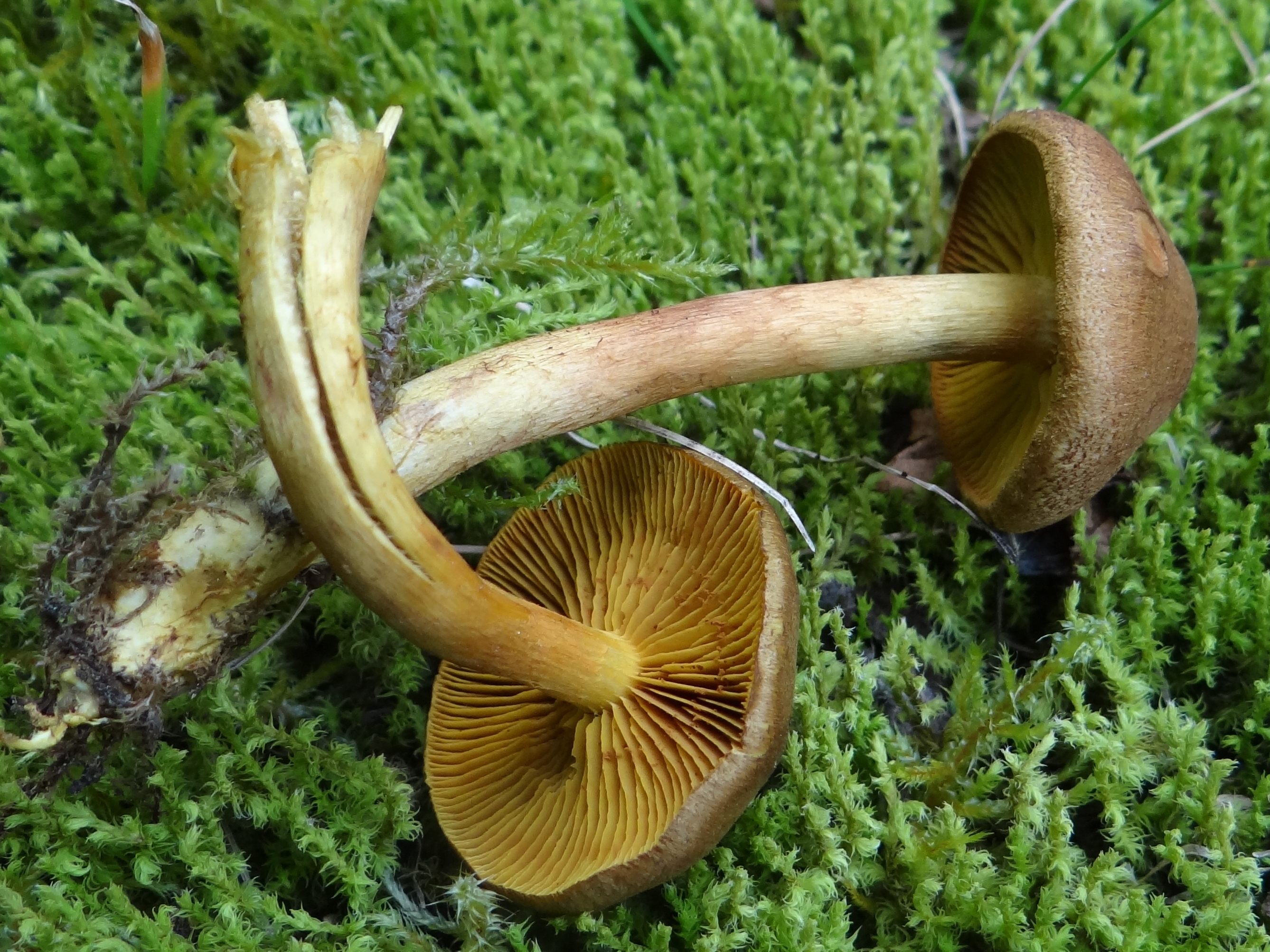
!!Cortinarius croceus!!
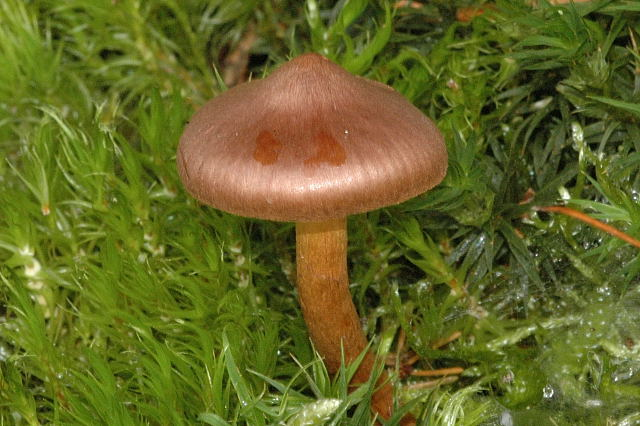
!Cortinarius fasciatus!

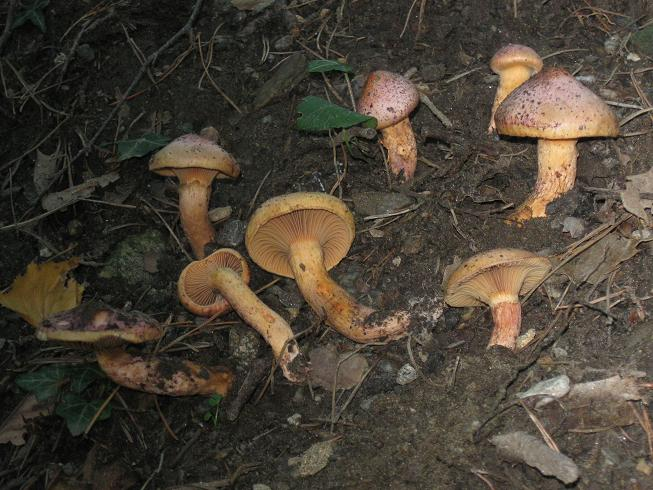
Chroogomphus helveticus
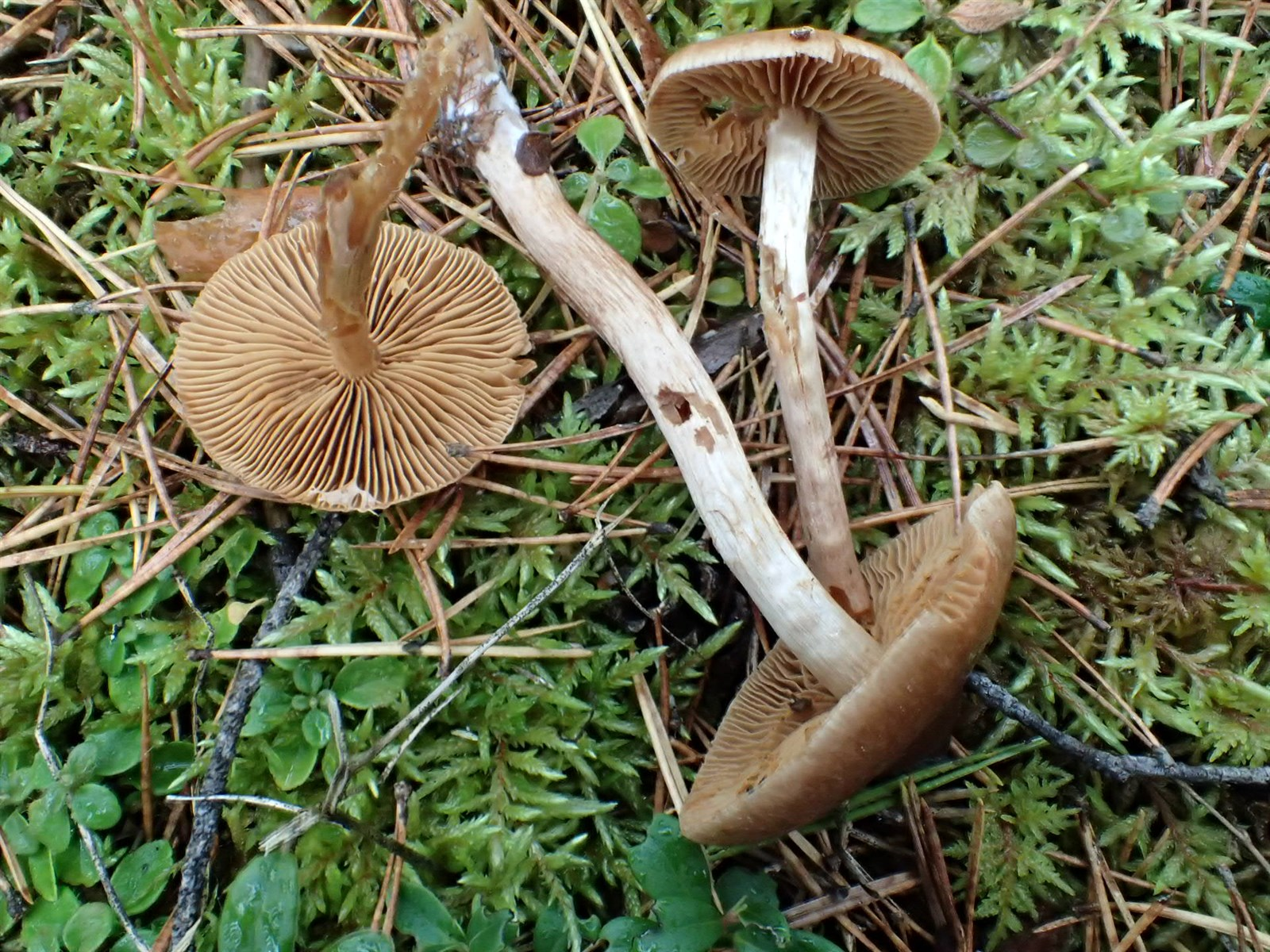
!Cortinarius fulvescens!
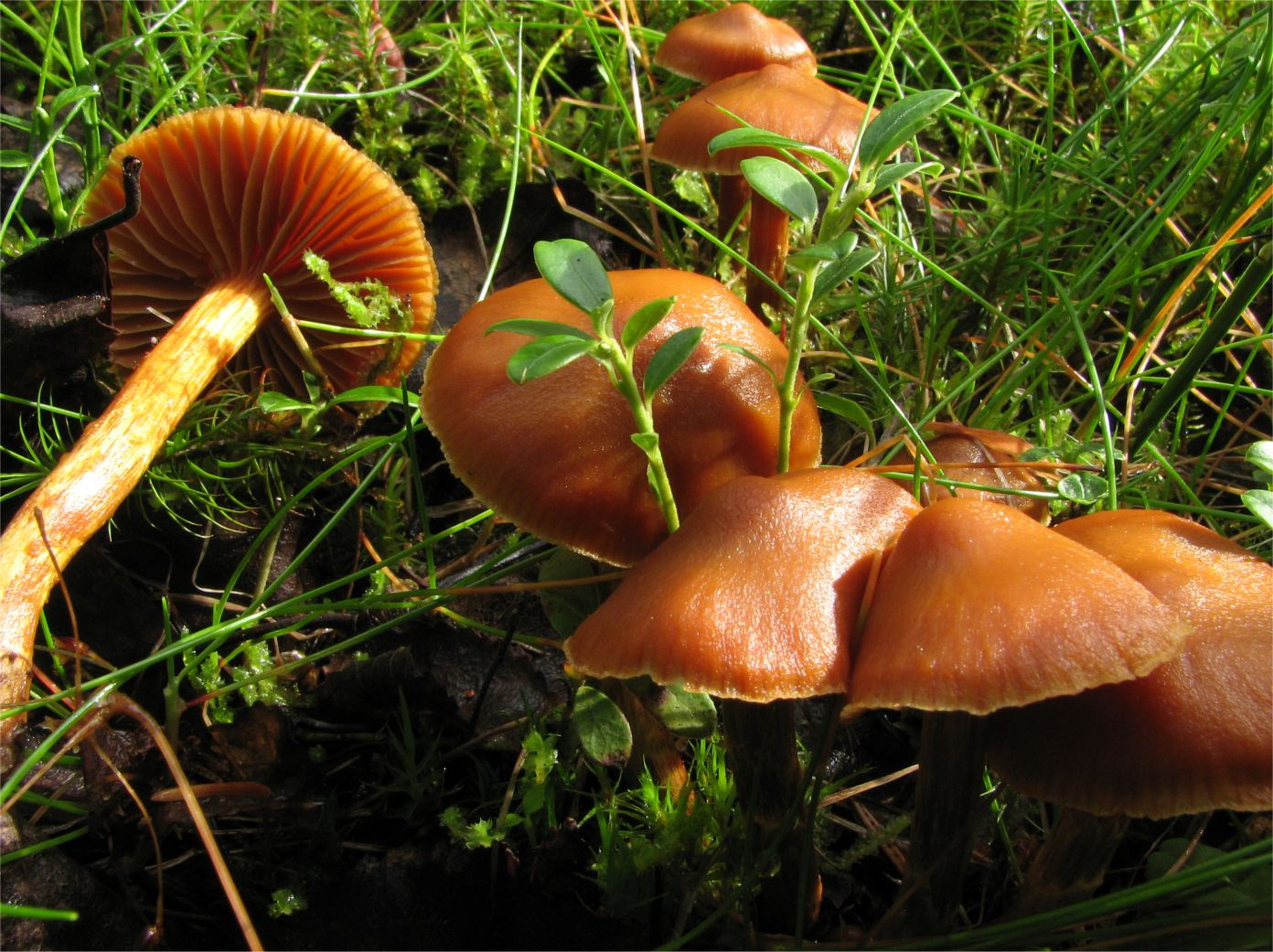
!!Cortinarius gentilis!!
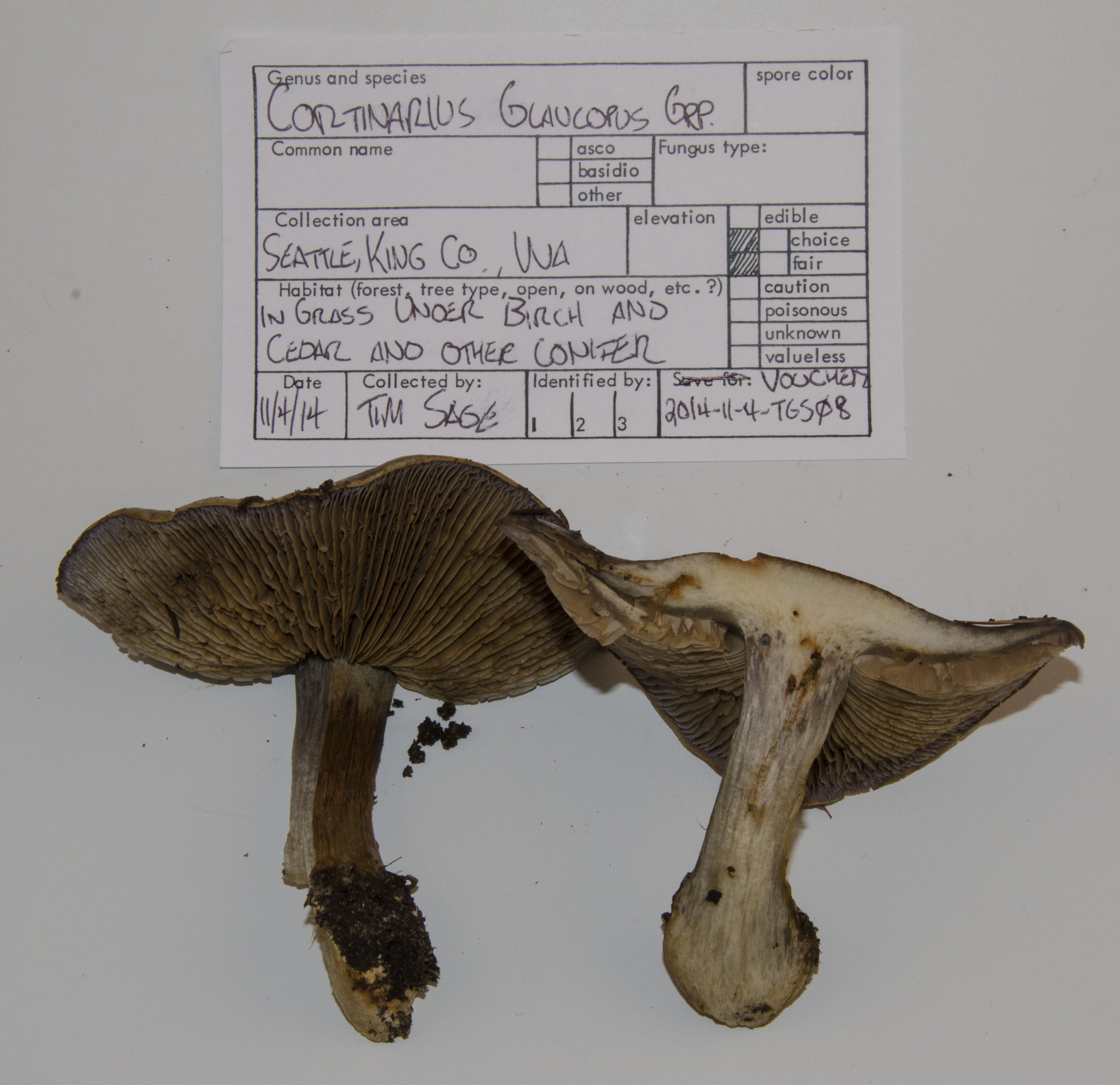
Cortinarius glaucopus
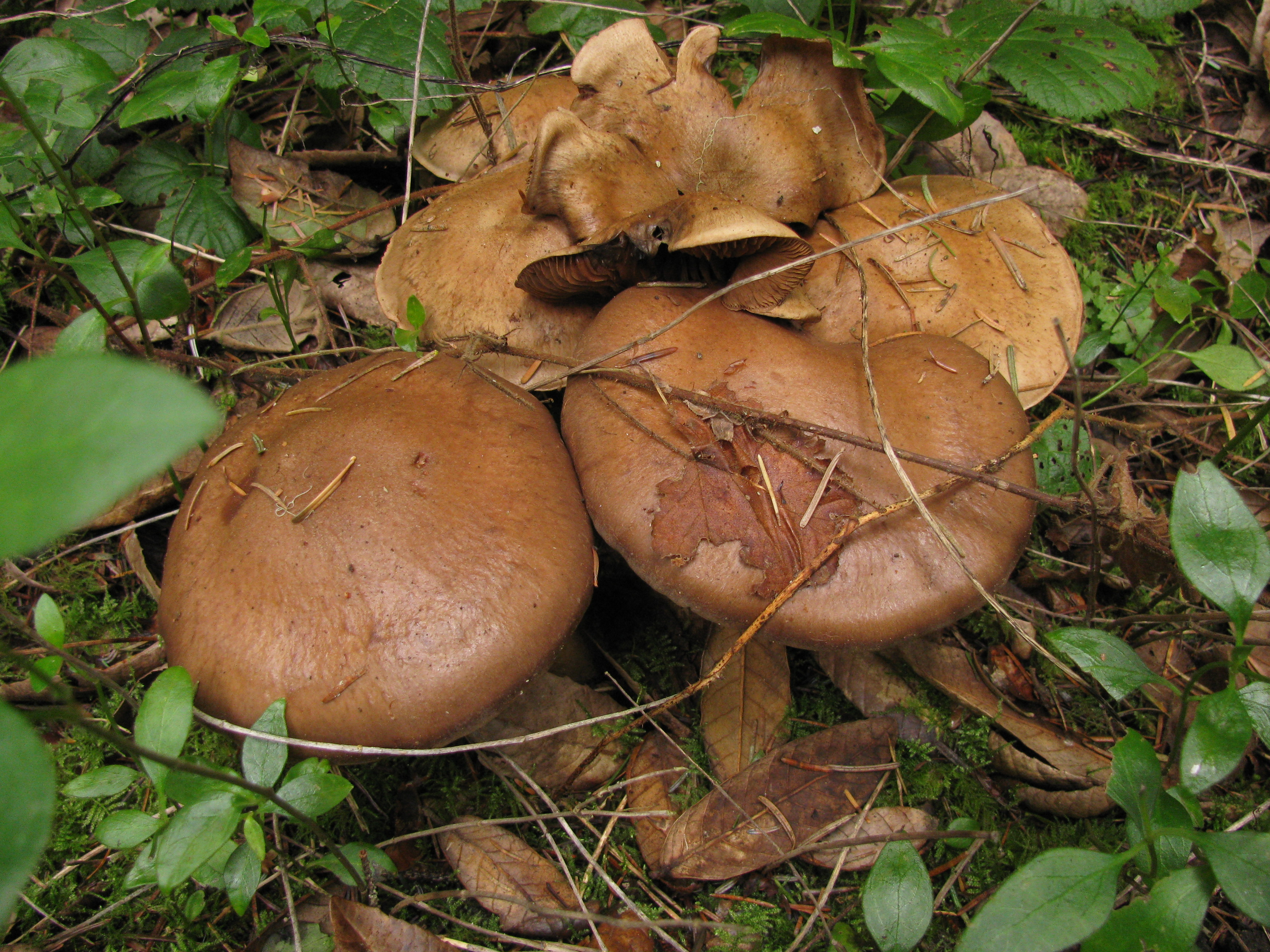
!Cortinarius infractus!
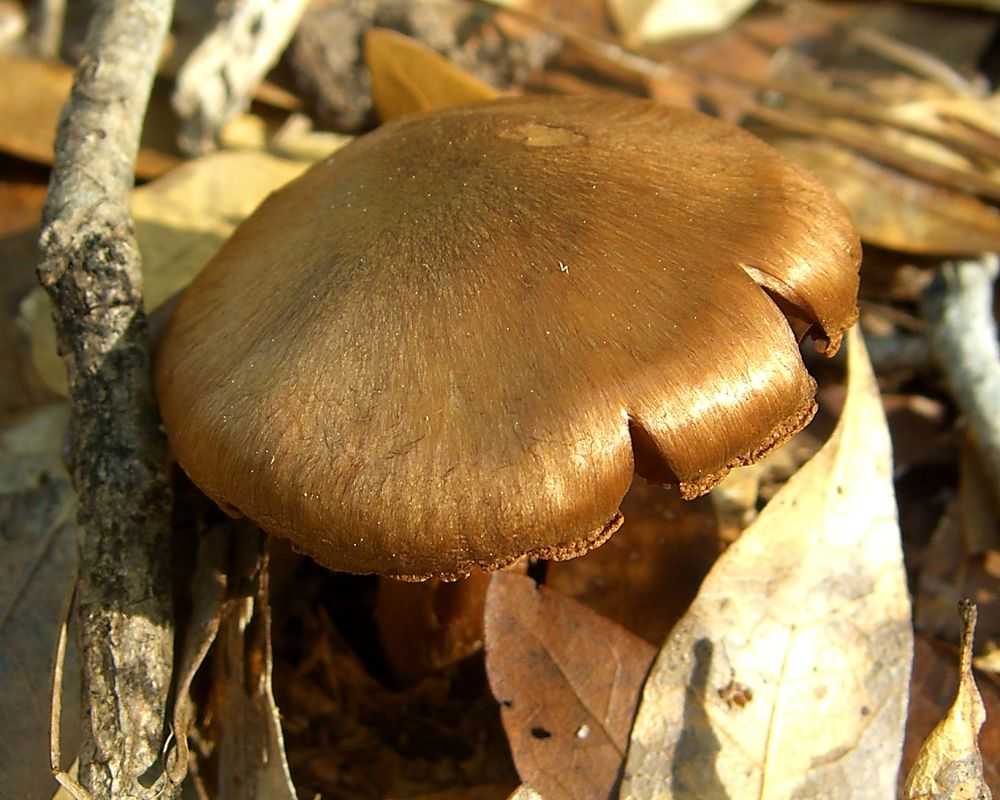
!Cortinarius laniger!

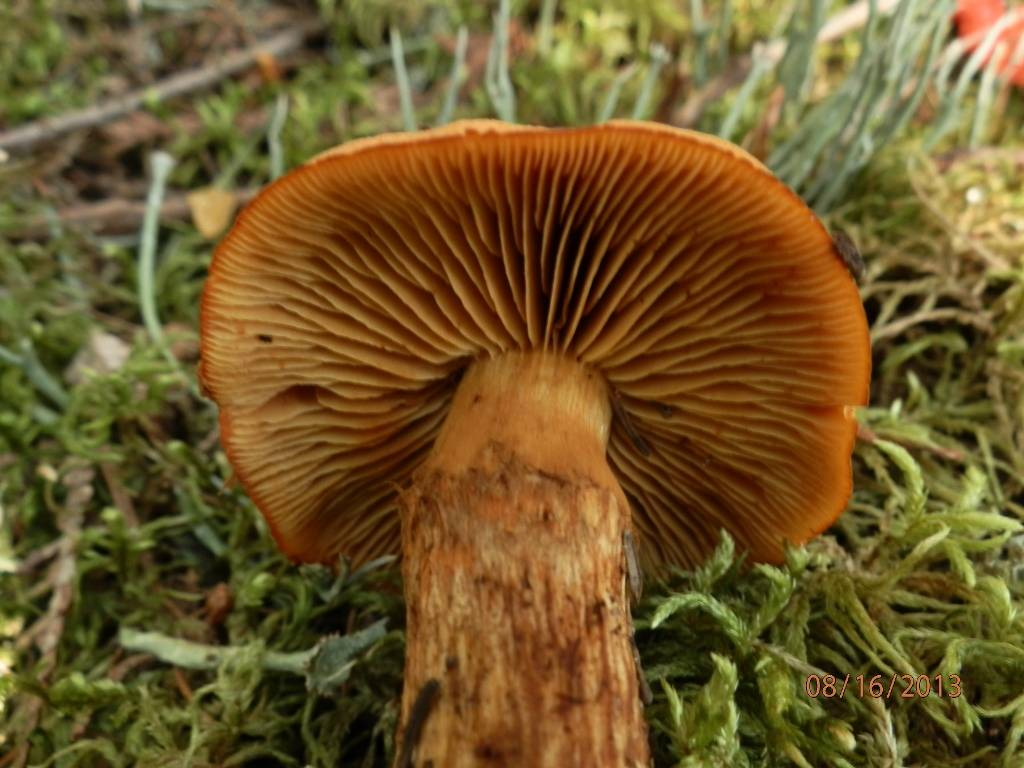
!!!Cortinarius limonius!!!
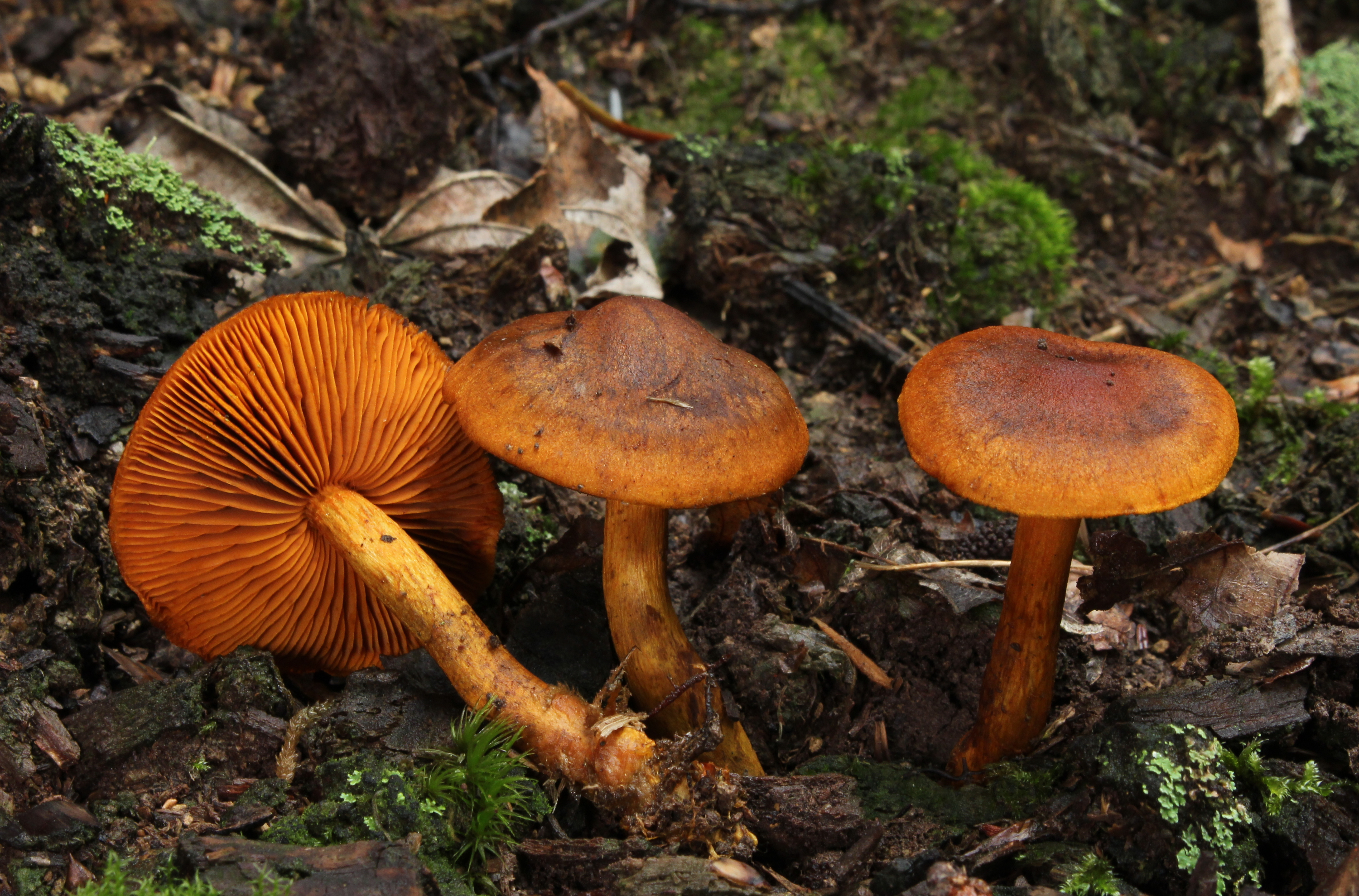
!!Cortinarius malicorius!!
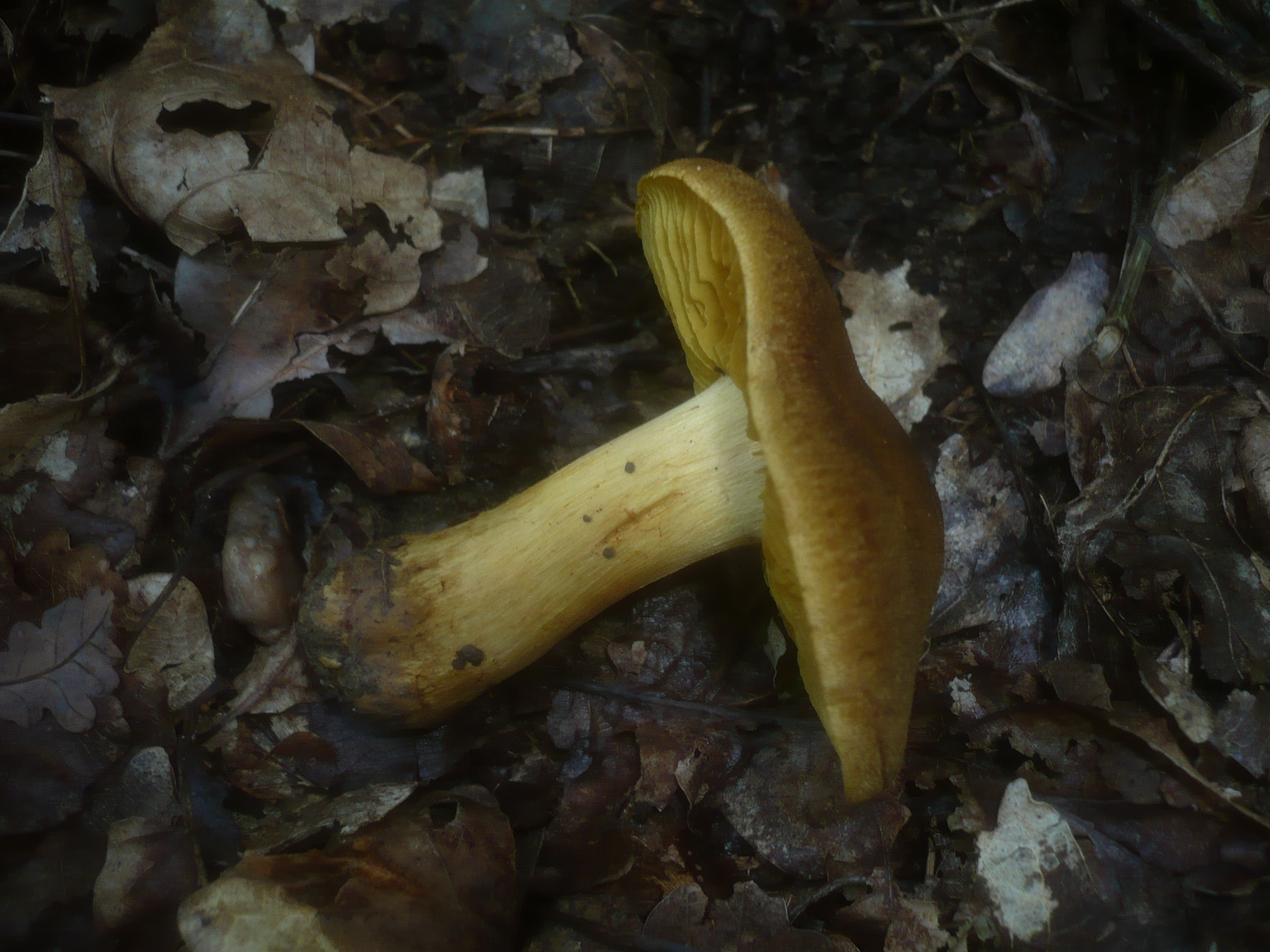
!!Cortinarius psittacinus!!
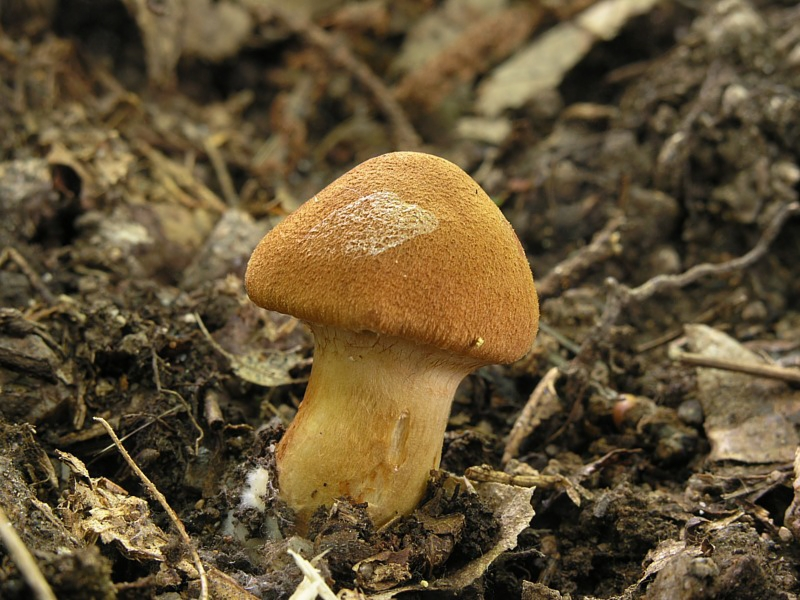
!!!Cortinarius orellanus!!!
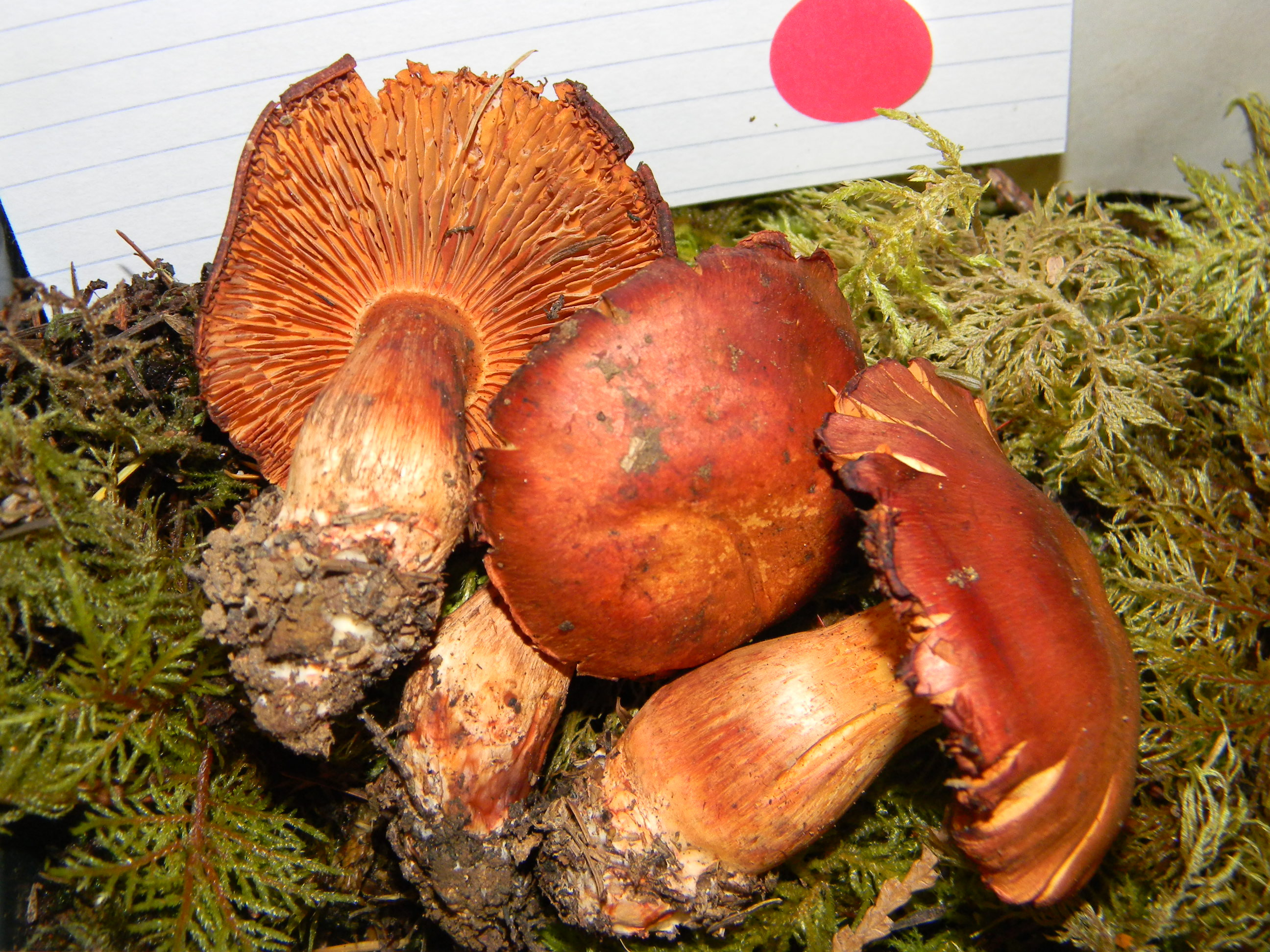
!!Cortinarius rubicundulus!!
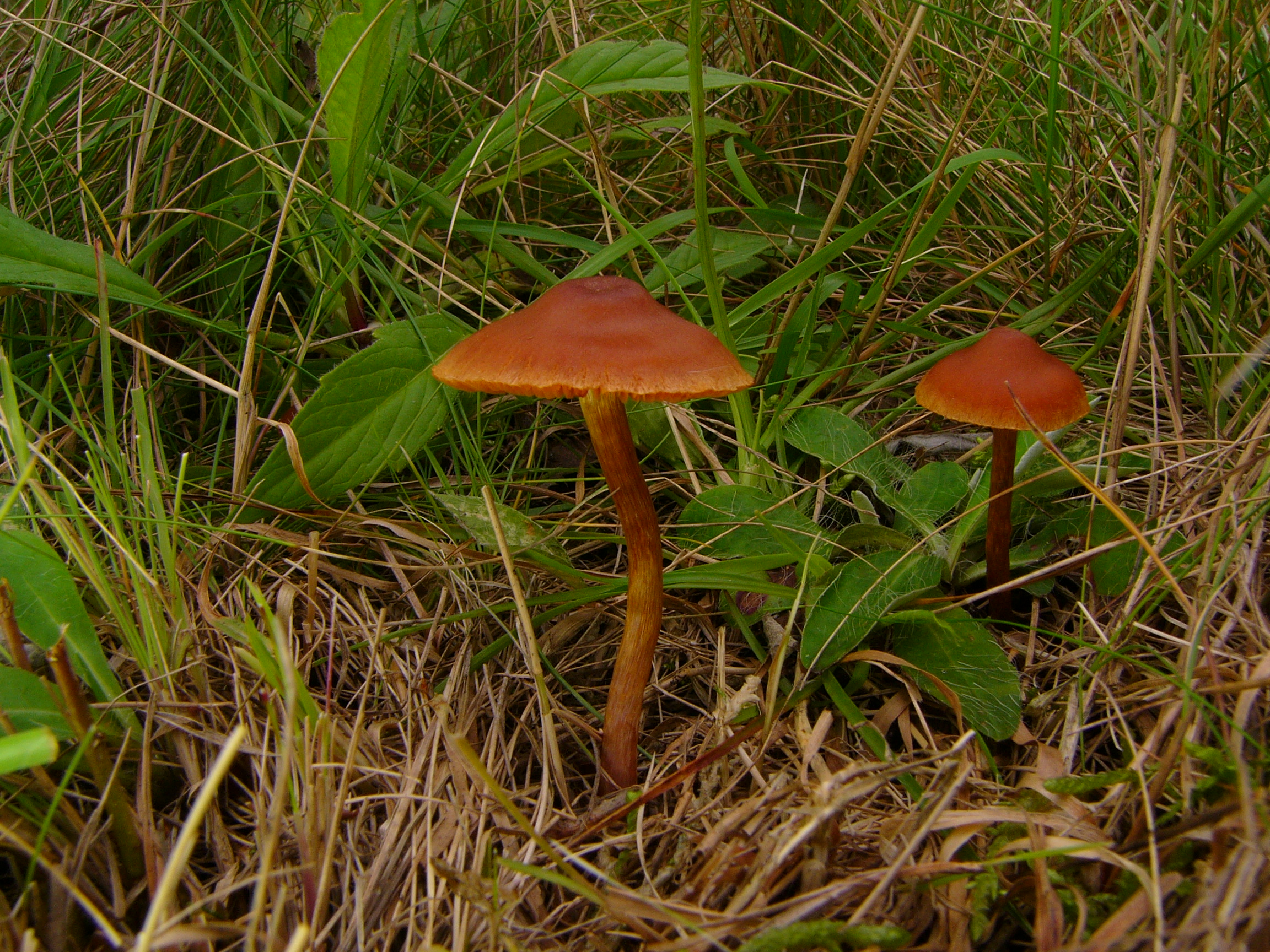
!!Cortinarius sanguineus!!

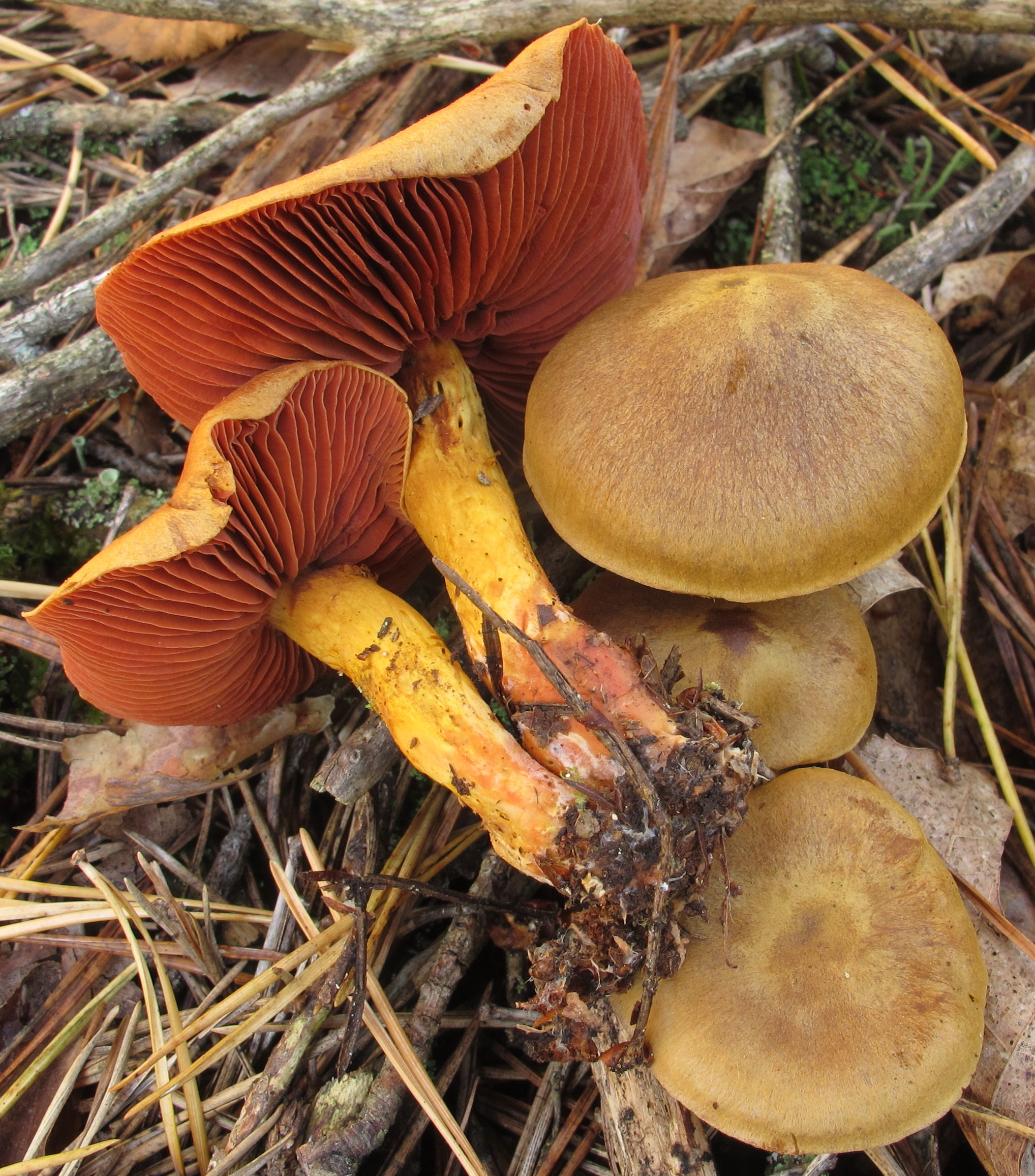
!!Cortinarius semisanguineus!!
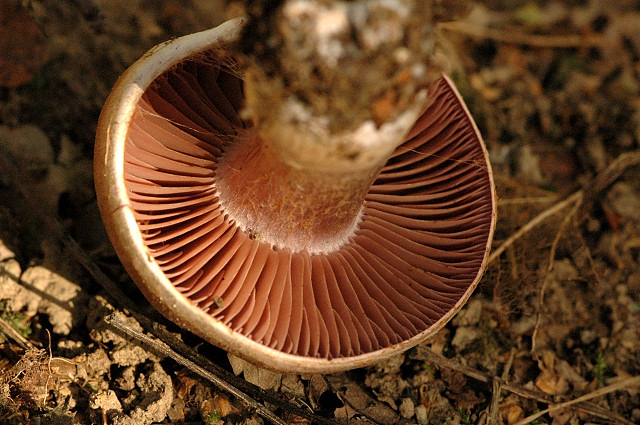
!Cortinarius subferrugineus!
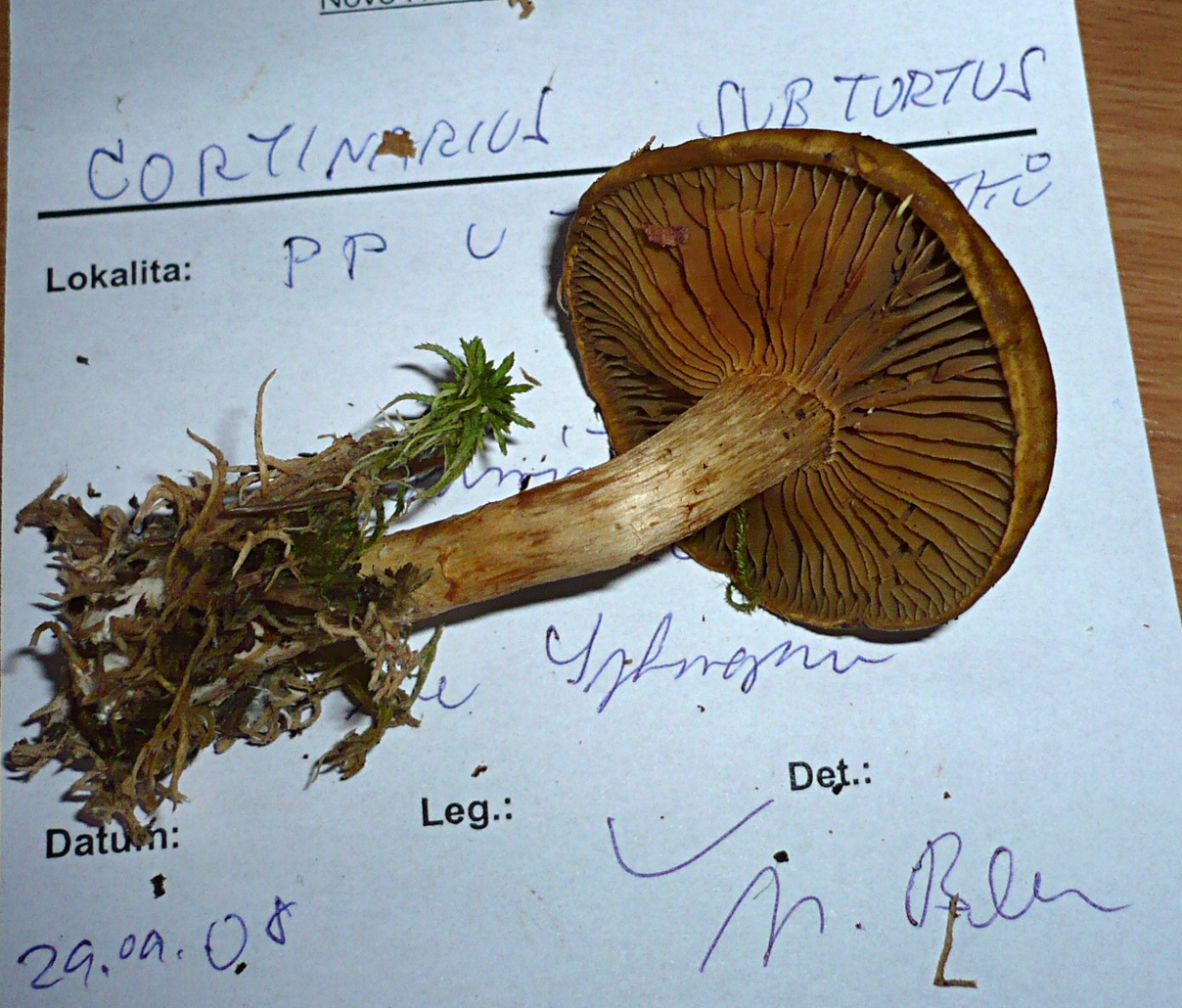
!!Cortinarius subtortus!!
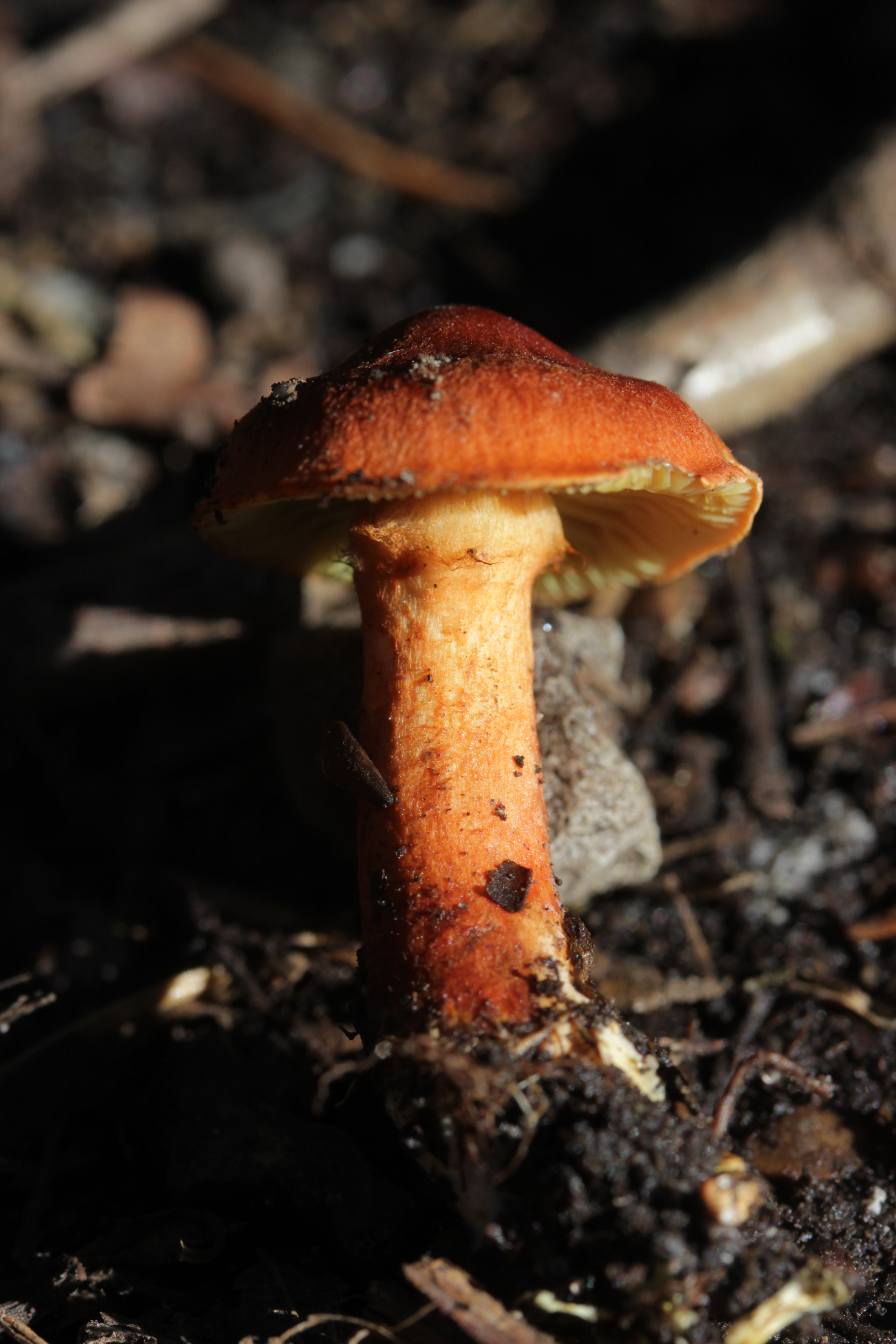
!!Cortinarius uliginosus!!
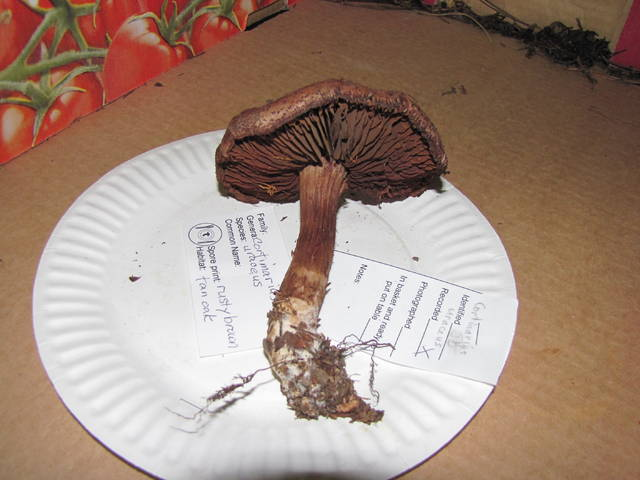
!Cortinarius uraceus!
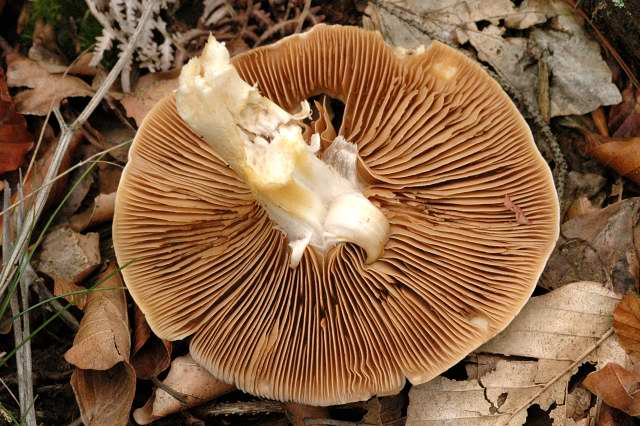
!!Cortinarius xantho-ochraceus!!